# Catedral de Astorga
La Catedral de Santa María, es la sede episcopal de la diócesis de Astorga, documentada desde el siglo XIII con el título de Apostólica. Se encuentra en la ciudad de Astorga, provincia de León (España).
Antes del edificio actual existió un templo prerrománico y otro de estilo románico consagrado en el año 1069, que pudo tal vez ser terminado a mediados del siglo XIII, sin que se tengan muchas noticias de su construcción. La actual catedral comenzó a edificarse por la cabecera en el siglo XV (1471) en estilo gótico (naves y capillas) y siguió en los siglos posteriores con la portada sur y dos capillas perpendiculares a la nave en estilo renacentista y la fachada principal en barroco del siglo XVIII. La obra gótica tiene posibles vínculos con los arquitectos Juan de Colonia y su hijo Simón de Colonia en lo que se refiere a la construcción original, atribuyéndose el trabajo del siglo XVI a Rodrigo Gil de Hontañón.
Es de planta basilical con tres naves que se prolongan sobre la planta románica y capillas entre contrafuertes y tres ábsides poligonales; las bóvedas son de crucería. Los pilares que las sustentan no tienen capiteles sino que se prolongan uniéndose con los nervios de las mismas. Sus dos torres cuadradas a los pies, con más de 60 metros de altura, están coronadas por chapiteles de pizarra. El claustro es neoclásico de 1755; su autor, Gaspar López.
La orientación del edificio es inusual, pues su cabecera se dispone hacia el noreste, siendo lo habitual una orientación hacia el este. El presbiterio cobija el retablo mayor obra cumbre del romanismo en España, del escultor Gaspar Becerra. El coro de la nave central es de estilo flamenco con una interesante sillería de nogal de esmerada talla, en especial la silla renacentista de Santo Toribio.
El edificio forma un complejo catedralicio que comprende tres áreas diferenciadas:
- La iglesia.
- El Archivo diocesano, Archivo capitular y Museo.
- El Hospital de San Juan Bautista, fundado en la Edad Media.

Casi adyacente a la catedral se encuentra el Palacio Episcopal de Astorga, obra modernista del arquitecto Antoni Gaudí, formando ambos un armónico conjunto pese a las diferentes épocas en las que fueron construidos.
El edificio sufrió graves daños con el terremoto de Lisboa de 1755 y en la siguiente centuria considerables deterioros por causa de las tropas de Napoleón, especialmente en el claustro y las vidrieras.
En 2015, en la aprobación por la Unesco de la ampliación del Camino de Santiago en España a «Caminos de Santiago de Compostela: Camino francés y Caminos del Norte de España», España envió como documentación un «Inventario Retrospectivo - Elementos Asociados» (Retrospective Inventory - Associated Components) en el que en el n.º 1710 figura la catedral de Astorga.

## Contexto histórico-artístico
Durante el reinado de Fernando I y Sancha (años de 1037-1065) tuvo lugar una nueva organización del Reino de León. Estos monarcas, además de ocuparse de los asuntos civiles lo hicieron también de los religiosos y, con ayuda de los obispos, emprendieron el orden y modernización de la Iglesia. El caso de Astorga fue especialmente importante ya que sus obispos habían tenido graves conflictos con sus vasallos.

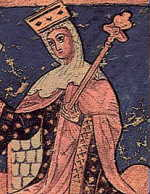
Urraca I de León

En tiempos de estos reyes y bajo su patrocinio y control, comenzó una nueva vida para la catedral, cuya consagración (aun sin el templo terminado) tuvo lugar en tiempos de Alfonso VI hijo de Fernando I y bajo el obispado de Pedro Núñez (1066-1082), el 20 de diciembre de 1069. Con Alfonso VI y el Obispo Osmundo entró en Astorga la reforma litúrgica, es decir el cambio de liturgia hispana por liturgia romana, cambio impulsado y aconsejado desde Roma y difundido a través de la abadía de Cluny.

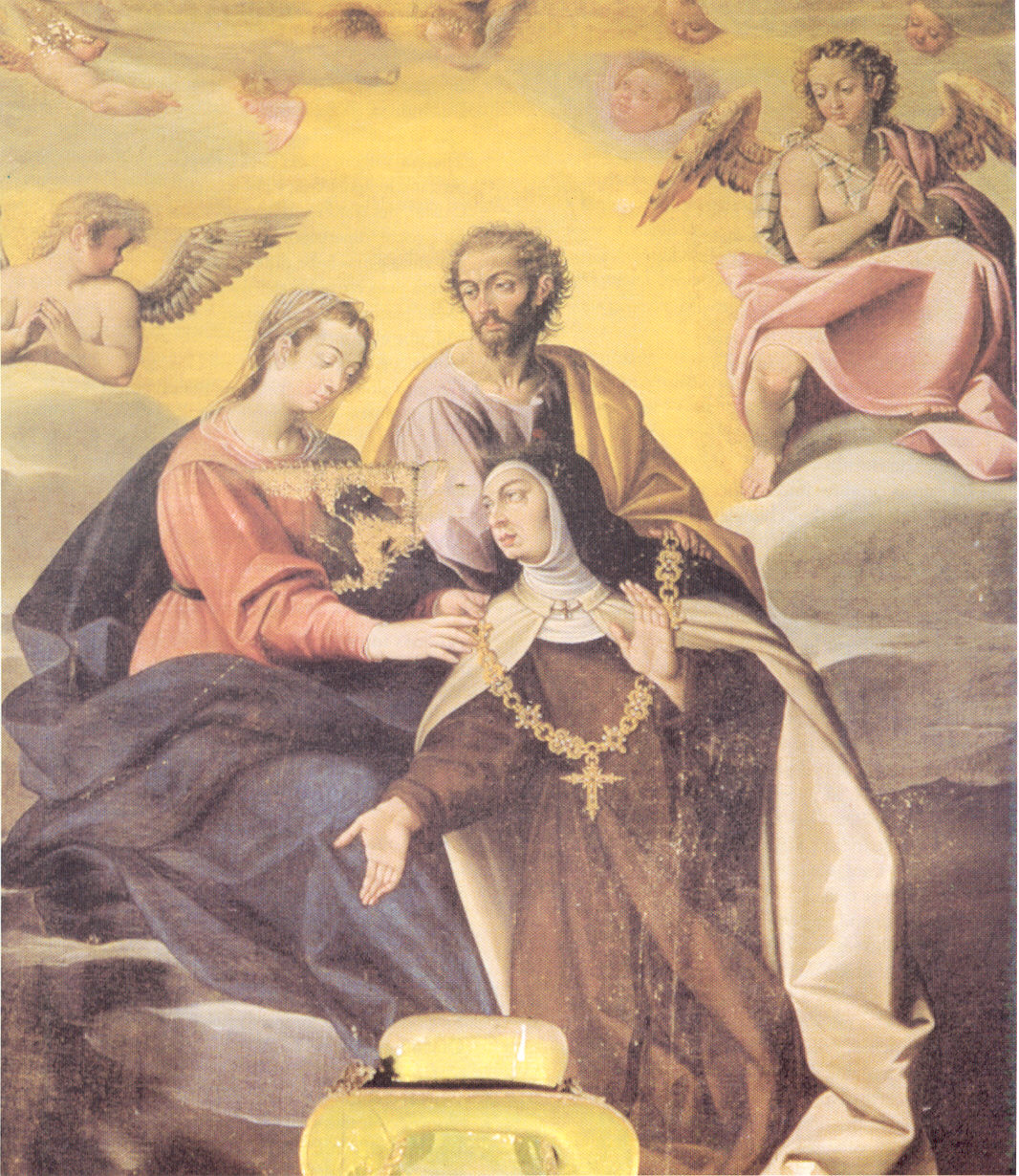
Pintura de Juan de Peñalosa para el retablo de Santa Teresa

El siguiente monarca patrocinador y protector de la catedral fue la reina Urraca I de León; este periodo histórico se conoce por su inestabilidad sociopolítica pero pese a ello la catedral siguió engrandeciéndose gracias, entre otras cosas, a las donaciones del obispo Pelayo y gracias también a la oportuna donación de la reina en 1120: un solar cercano a la catedral donde se pudieron construir las dependencias necesarias. En este ambiente de donaciones y cuidados fue creciendo el edificio y se mantuvo la sede episcopal en toda su autoridad.

### Otros mecenazgos
A lo largo de la construcción y ampliación de la catedral surgieron importantes mecenas que ayudaron con su criterio y economía a llevar las obras a buen término. Uno de los más activos fue el prelado Alfonso Mejía de Tovar (1616-1636), una persona amante de las bellas artes y uno de los obispos que más se integró en el desarrollo de la construcción y su amueblamiento. Fue el responsable de la reja del coro realizada por Lázaro de Azcaín y de los retablos de la Virgen de la Majestad, de Santa Teresa y de la Inmaculada, cuyas trazas encargó al canónigo Juan de Peñalosa, una figura excepcional de origen cordobés, poeta y artista. Juan de Peñalosa se encargó también de realizar las pinturas que los adornan dejando testimonio de este trabajo en una cartela del banco del retablo de la Inmaculada.
Otro gran mecenas a tener en cuenta fue el chantre Juan Ramos, que en 1655 encargó al ensamblador Antonio López el retablo de San Juan Bautista. Otro fue fray Nicolás de Madrid, obispo jerónimo y maestro arquitecto del Panteón Real de El Escorial.

### La diócesis y el arte
Tanto la propia capital como distintos puntos de la diócesis fueron centros de demanda artística y residencia de estos profesionales de la escultura, pintura y artes suntuarias. Uno de estos artistas astorganos fue Alonso de Portillo, cuyo trabajo asume la tradición del buen hacer en la platería astorgana. El profesor Manuel Gómez-Moreno (1870-1970) descubrió su identidad gracias a la inscripción que el maestro dejó grabada en su obra de la cruz procesional de Villar de los Barrios.

Esta cruz fyço alonso de portyllo platero de Astorga

Desde los primeros años del siglo XVI, la diócesis se ocupó de amueblar la catedral, todavía en construcción. Uno de los encargos más notables fue el del coro que hubo de instalarse primero en la capilla mayor. Para esta obra se situaron en Astorga una serie de talleres bajo el mecenazgo del obispado. Trabajaban también en Astorga artistas de la categoría de Juan de Colonia, Tomás Mitata y Roberto Memorancy.
En el ámbito de la pintura es de destacar el llamado maestro de Astorga y su obra de tradición flamenca, el retablo de San Miguel en la catedral (1530), encargado por el canónigo Duarte Pérez.

## Etapas de la construcción

### Primeros edificios
Se tienen pocos datos y pocos vestigios sobre el primer edificio románico que se supone se construiría ampliando o rehaciendo el anterior que hubo alto medieval. Sin embargo un documento con fecha de 1117 proporcionó a los estudiosos un dato clave para conocer la evolución del edificio. En este documento se hace saber que los reyes Alfonso VI y su mujer Constanza habían mandado fundar desde el comienzo (ab initio) la iglesia de Santa María Virgen, es decir el templo catedralicio. Esto sucedía en el tiempo de mandato del obispo Osmundo, encargado de introducir la liturgia romana. Poco se sabe también del siguiente paso o periodo bajo el mandato del obispo Pelayo (1097-1120), aunque se sospecha que hubo movimiento de construcción a juzgar por los documentos de donaciones. Pero hasta el momento no se tiene noticia directa sobre este templo románico, ni se sabe si se llegó a finalizar; no se conserva ningún vestigio arquitectónico o artístico que pueda relacionarse con estos años.
La siguiente fase pertenece al estilo tardorrománico o románico tardío. Existen datos de la época de los obispos Nuño y Pedro Fernández que abarcan los años de 1226 a 1265. Los documentos relacionados con el obispo Nuño hablan de las obras en el claustro de la catedral y en la casa del obispo. La noticia relacionada con el obispo Pedro Fernández está en el texto de su epitafio donde se dice que «terminó el edificio y lo consagró». También existe el documento Constituciones del coro en el que se habla del altar mayor, de capillas como la de San Cosme, del pórtico, del claustro y sus esculturas y del campanario, así como de enterramientos de miembros del clero y de particulares. Pero del edificio en sí, de su estructura, de su alzado, no hay nada escrito y tampoco se han hecho hasta la fecha excavaciones en el subsuelo. Siguiendo los estudios de Manuel Gómez-Moreno se llega a las suposiciones:
- La iglesia estaba formada por tres naves con tres ábsides semicirculares (según las líneas que marcan el templo actual).
- Tenía un crucero que corresponde al 5.º tramo de la iglesia actual, que es más ancho que los demás.[1]

Sin embargo sí se conservan algunas piezas encontradas en el entorno catedralicio. Otras se hallan en manos de particulares. Se muestran en el museo o en la propia iglesia soportes, arquerías, capiteles, ábacos, ménsulas, cornisas, etc.; todas estas piezas son de alta calidad artística cuyos autores son conocedores de las nuevas tendencias en la Europa occidental del siglo XII. Se conservan también algunos objetos artísticos como una talla de la Virgen y un broche.

### La catedral gótica y renacentista. Ampliaciones del XVII y XVIII

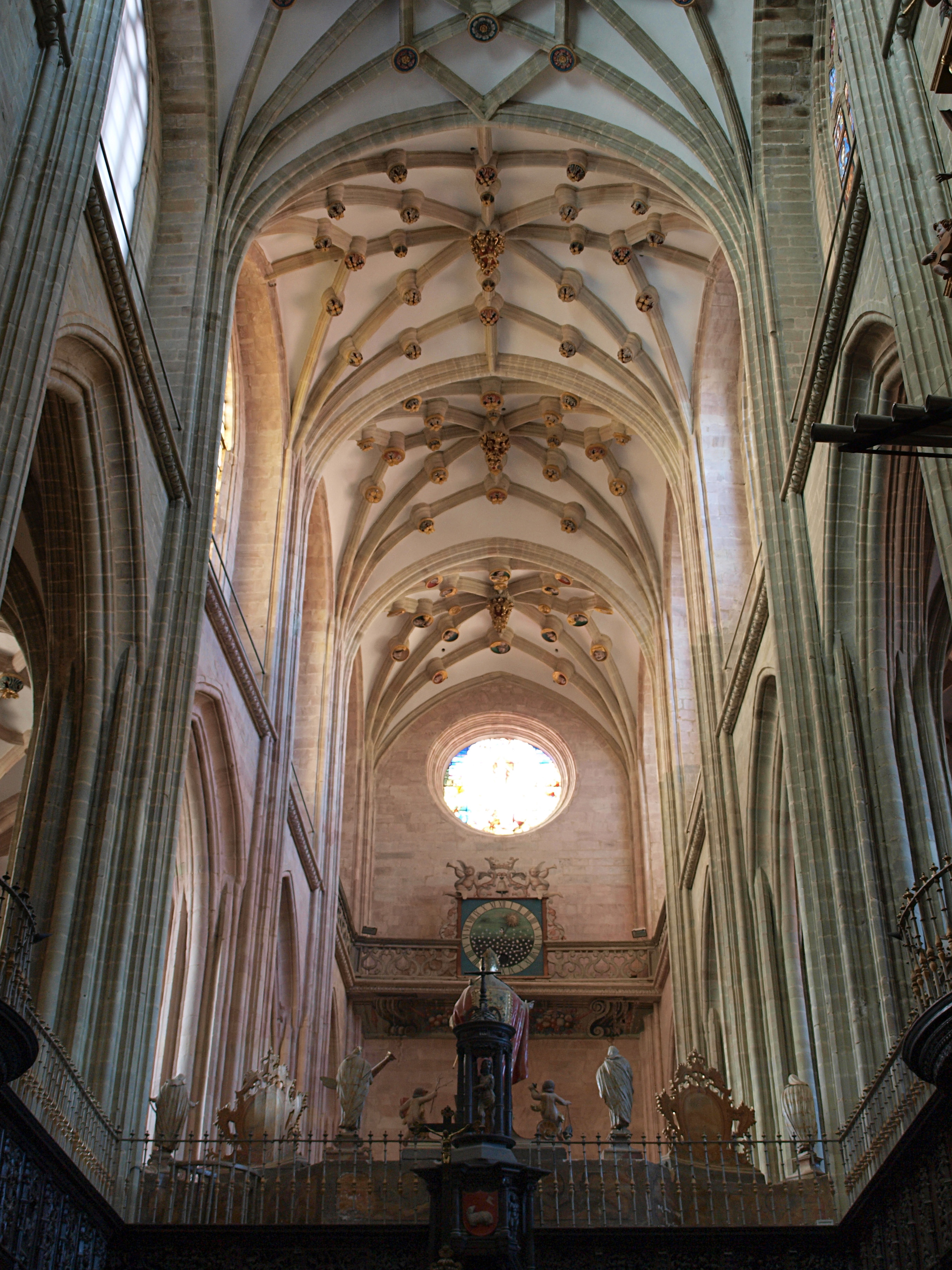
Nave central vista desde el coro

El lunes 16 de agosto de 1471 (en la fiesta de la Dedicación) se puso la primera piedra para la construcción de la catedral gótica, tal y como reza en repetidas inscripciones. El edificio fue tomando forma sobre la planta del anterior templo románico, a partir de la cabecera y como una ampliación del mismo. El estilo gótico quedó plasmado en naves, bóvedas y capillas, siendo los posibles autores de la fábrica original Juan de Colonia y su hijo Simón de Colonia.
Las ampliaciones del siglo XVI en estilo renacentista se atribuyen a Rodrigo Gil de Hontañón que por entonces residía y trabajaba en la ciudad Están documentados como maestros de obras Juan de Alvarado y en fecha posterior Juan de Alvear (maestro cantero trasmerano, muerto en 1592). Hubo más ampliaciones y renovaciones en los siglos XVII y XVIII; están documentados también los arquitectos Pedro Álvarez de la Torre, Francisco de la Lastra Alvear (muerto en 1683) y Manuel de la Lastra Alvear a quien sucedió Pablo Antonio Ruiz. Los tres últimos tramos hacia los pies fueron ejecutados en el siglo XVII y las torres son del XVII y XVIII, lo mismo que la fachada y portada principal de occidente (siglo XVIII).
El resultado fue un templo de planta basilical con tres naves con sus tres ábsides poligonales que encierran sus respectivos altares y capillas entre contrafuertes, dos de ellas a modo de falso crucero sin señalarse en alzado (1553-1557). Los nervios de sus bóvedas arrancan de columnas clásicas estriadas. Estas bóvedas se componen de terceletes y nervios combados y sus claves están policromadas y se adornan con rostros de reyes y profetas. La bóveda de la capilla mayor está articulada con dieciocho nervios; en su clave puede distinguirse un rico florón policromado, adornado con águilas simétricas y ángeles cantores portando instrumentos musicales. Treinta y dos pilares sin capiteles, esculpidos con baquetones que se prolongan hasta unirse con los nervios de las bóvedas de crucería. La orientación siguió la disposición anterior hacia el nordeste.

## Exterior del edificio

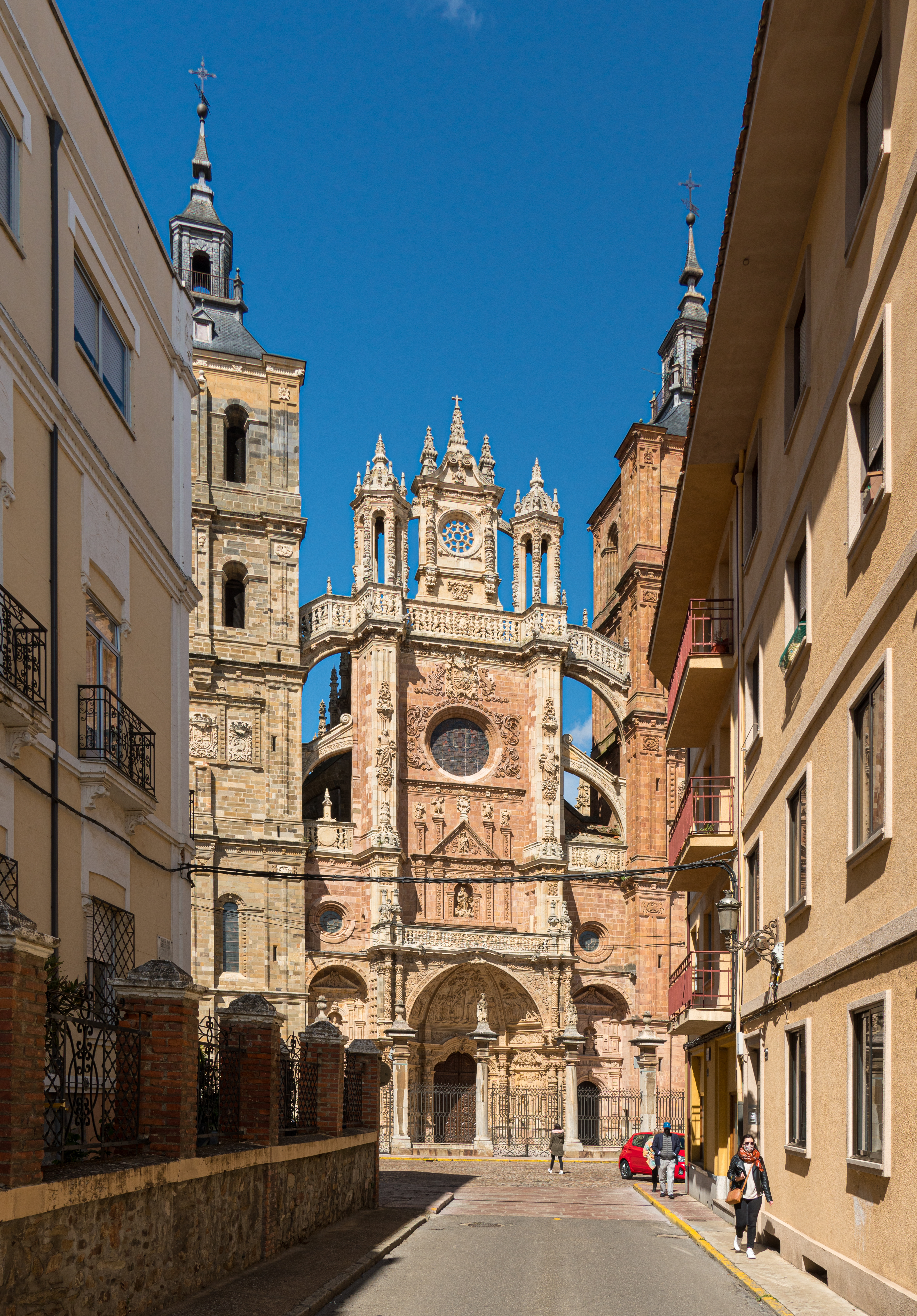
Cuerpo central de la fachada

### Fachada occidental
La fachada principal supuso el triunfo del estilo barroco leonés. Se muestra al espectador como un gran retablo de piedra cuya ejecución se debe a la dirección de los arquitectos Francisco y Manuel de la Lastra Alvear (padre e hijo) que trabajaron en esta obra desde finales del siglo XVII hasta principios del XVIII. Intervino también en los últimos años (1708-1710) el maestro Pablo Antonio Ruiz.
Esta fachada se articula a imitación de la fachada occidental gótica de la catedral de León con tres portadas abocinadas ricamente labradas, limitadas en sus flancos por dos torres, que se unen al cuerpo central por medio de elegantes arbotantes y balconcillos labrados con esmero. Se remata con torrecillas y pináculos, como en la de León, pero adaptados al estilo barroco.

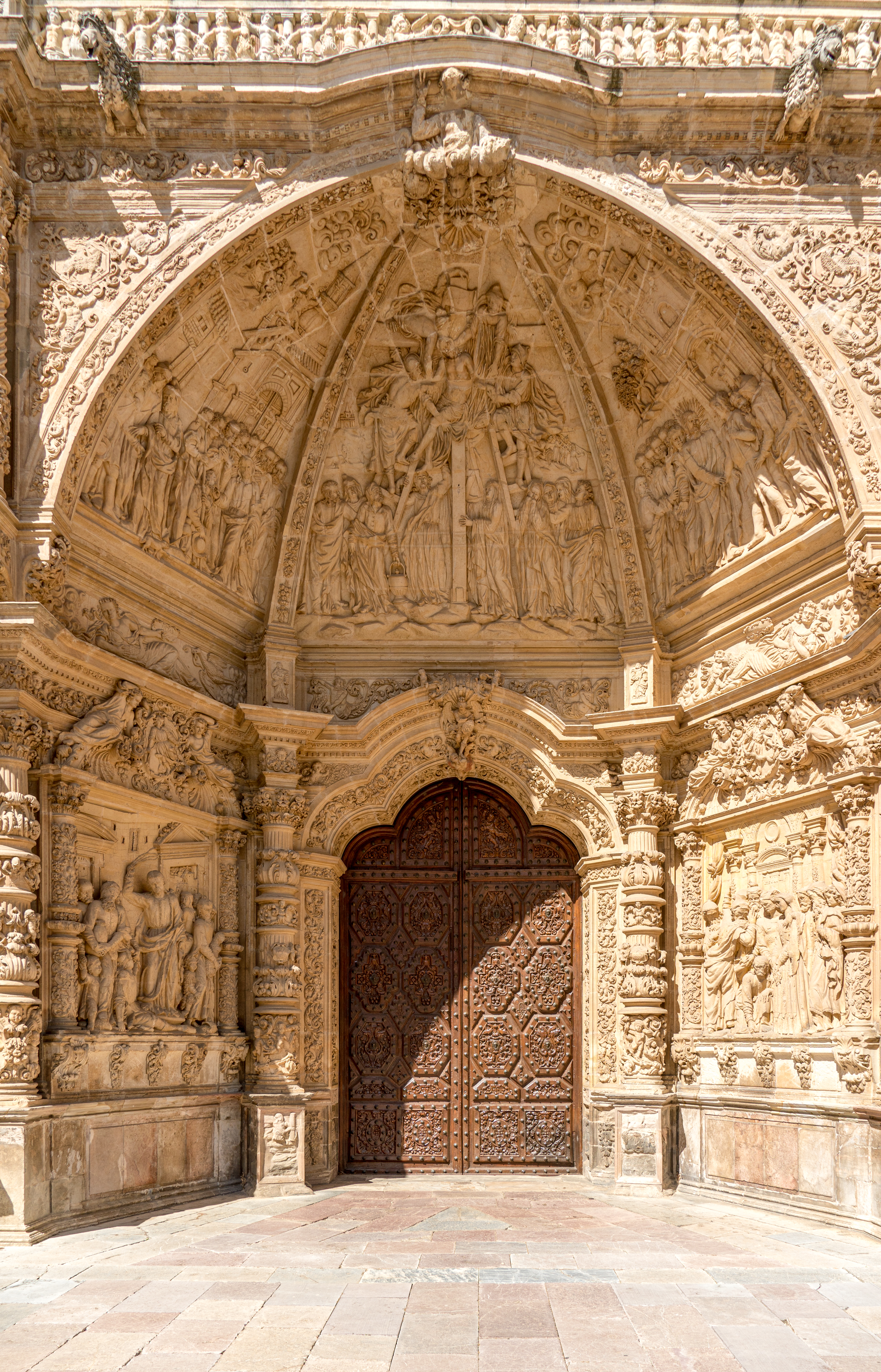
Arco central y relieves

De las tres portadas de acceso la central ocupa un espacio bastante mayor en anchura. Los tres huecos avanzan a modo de pórtico, con gran riqueza de tallado y separados unos de otros con columnas ajarronadas y muy trabajadas. Esta ornamentación del pórtico, más las columnas panzudas y los relieves de los paramentos recuerdan el proyecto que firmó Pedro de Valladolid para la culminación de la portada del convento de San Marcos de León.
El arco de la puerta central es trilobulado y está enmarcado por columnas ajarronadas. En la bóveda fueron labradas copiosas escenas con iconografía del Evangelio:
- Purificación del templo (expulsión de los mercaderes)
- Parábola de la mujer adúltera
- Dos curaciones, la del hombre hidrópico en un sábado y la del ciego de Betsaida (que va vestido de peregrino, en alusión al Camino de Santiago)
- Escena del Descendimiento con alegorías de la Inocencia y la Piedad.

En la hornacina central de la fachada se ve la imagen de la Asunción (titular de la catedral). Más arriba, en un tímpano triangular está la representación de Santiago que recibe y despide a los peregrinos que pasan por allí. En el vértice del triángulo aparece la representación mística del Cordero, custodiado por cuatro ángeles. A ambos lados y en los pilares están las figuras de San Pedro y San Pablo que son fieles representantes de la cristiandad y de la Iglesia Católica. En el centro se abre un gran óculo cuya vidriera (vista desde el interior) representa a Cristo resucitado. Por encima hay una balaustrada decorada con sirenas y grutescos y en la cima, un rosetón calado que se corona con pináculos barrocos y roleos. El pináculo central culmina con una cruz y bajo ella, la representación del pelícano como símbolo de la Eucaristía.

### Portada renacentista

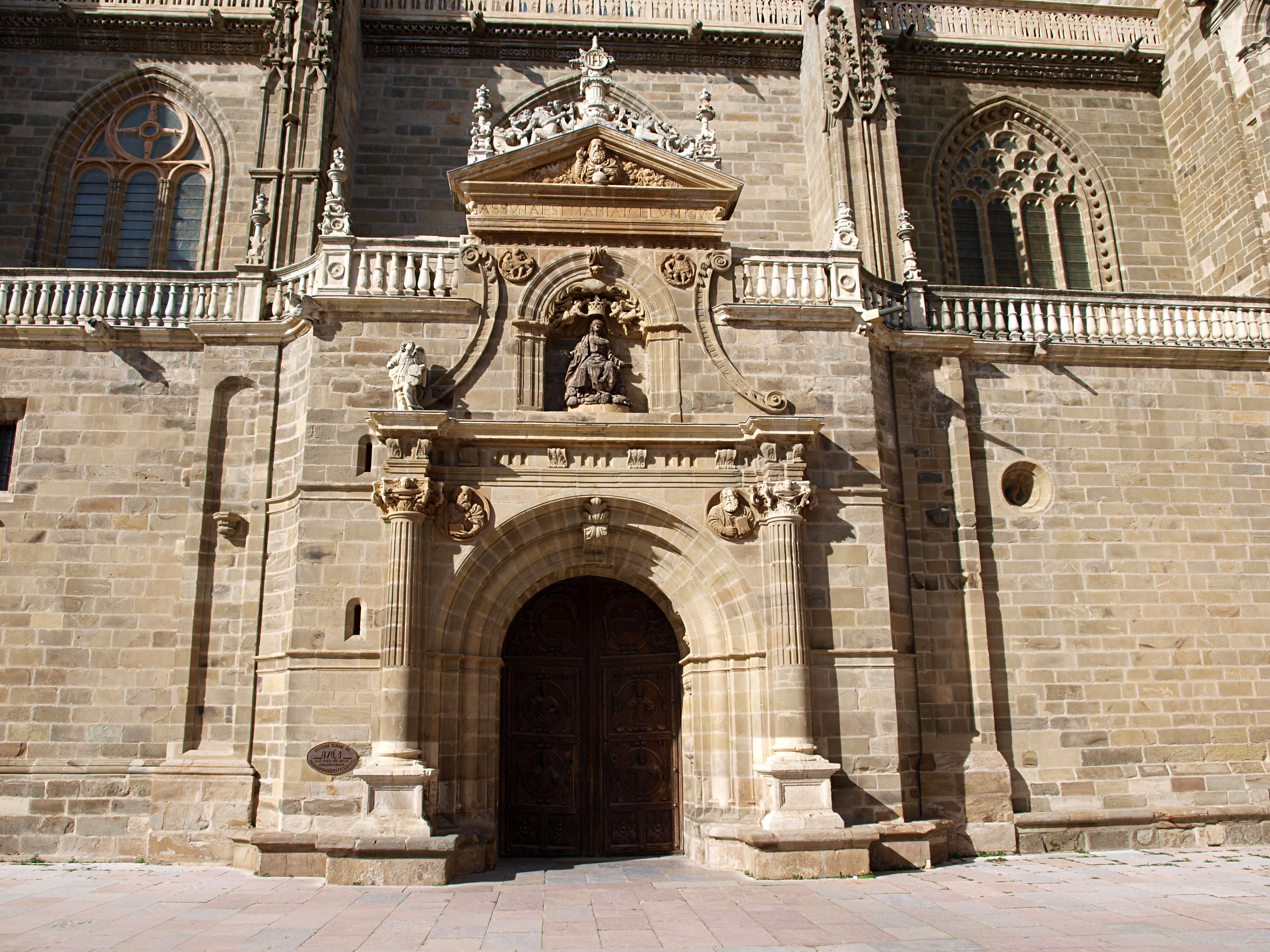
Portada renacentista

En la fachada sur realizó Rodrigo Gil de Hontañón en 1551 una portada renacentista. Consta de dos cuerpos y un frontón. Su arco es abocinado, de medio punto, con clave resaltada. La portada está delimitada en sus flancos por columnas con capiteles platerescos; consta de dos cuerpos más frontón. En las enjutas del arco hay dos medallones representando a los Apóstoles Pedro y Pablo. El friso está decorado con metopas y triglifos.
El tímpano está adornado de fina crestería a candelieri y en su interior puede verse la efigie del Padre Eterno que con su mano derecha bendice mientras sujeta la esfera del mundo con la izquierda.
En el segundo cuerpo hay una hornacina de medio punto que contiene la Virgen de la Asunción coronada por ángeles.

### Torres

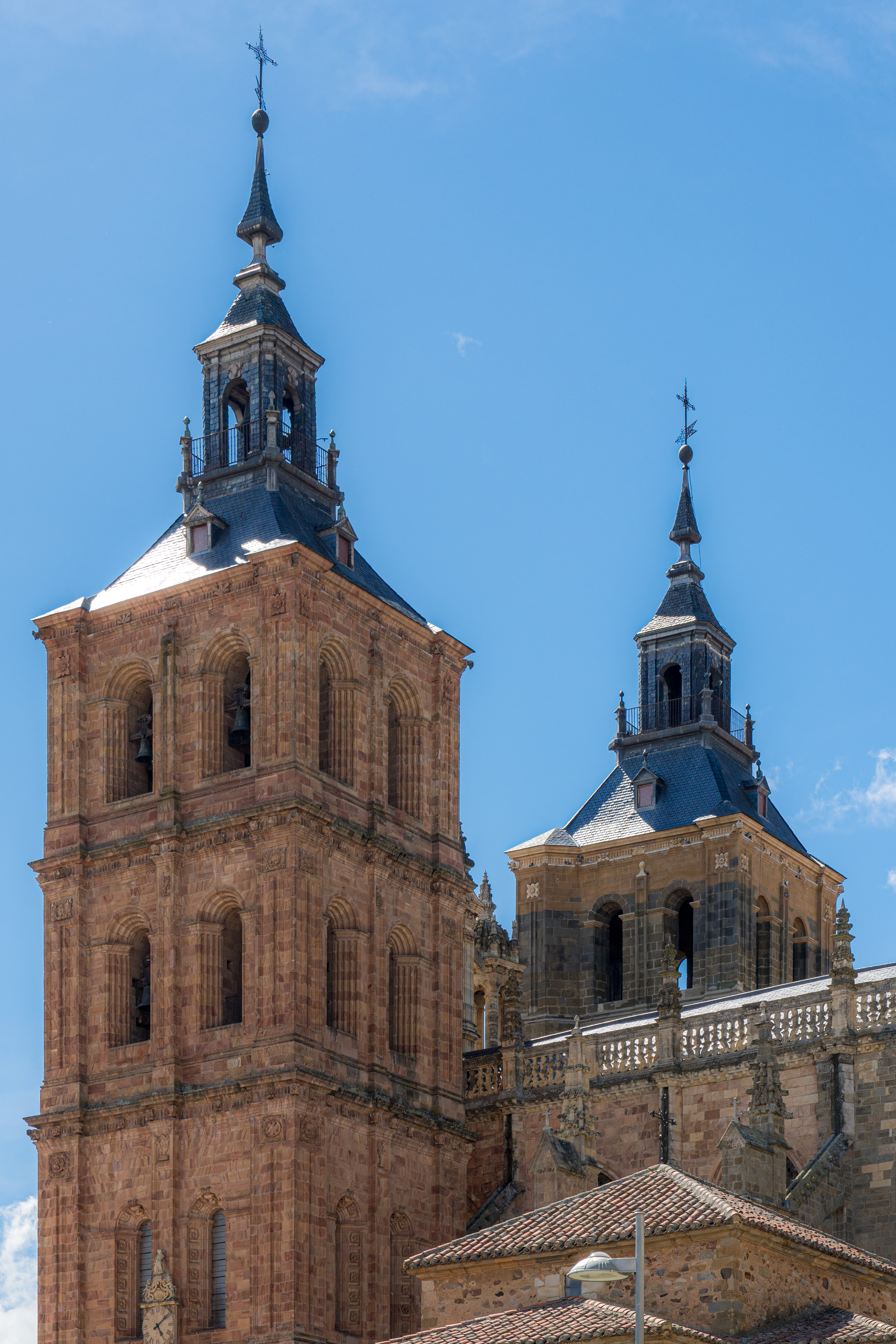
Torres de la catedral.

La construcción de estas torres comenzó en el último tercio del siglo XVII. Son dos torres gemelas laterales bajo las que se sitúan unas capillas con un ojo central por el que puede subirse las campanas; los sillares de cada torre ofrecen a la vista tonalidades distintas, desde el verde hasta el rosa. Las torres se unen al cuerpo central por medio de arbotantes. Están cubiertas por chapiteles.

## Interior del edificio

### Retablo mayor

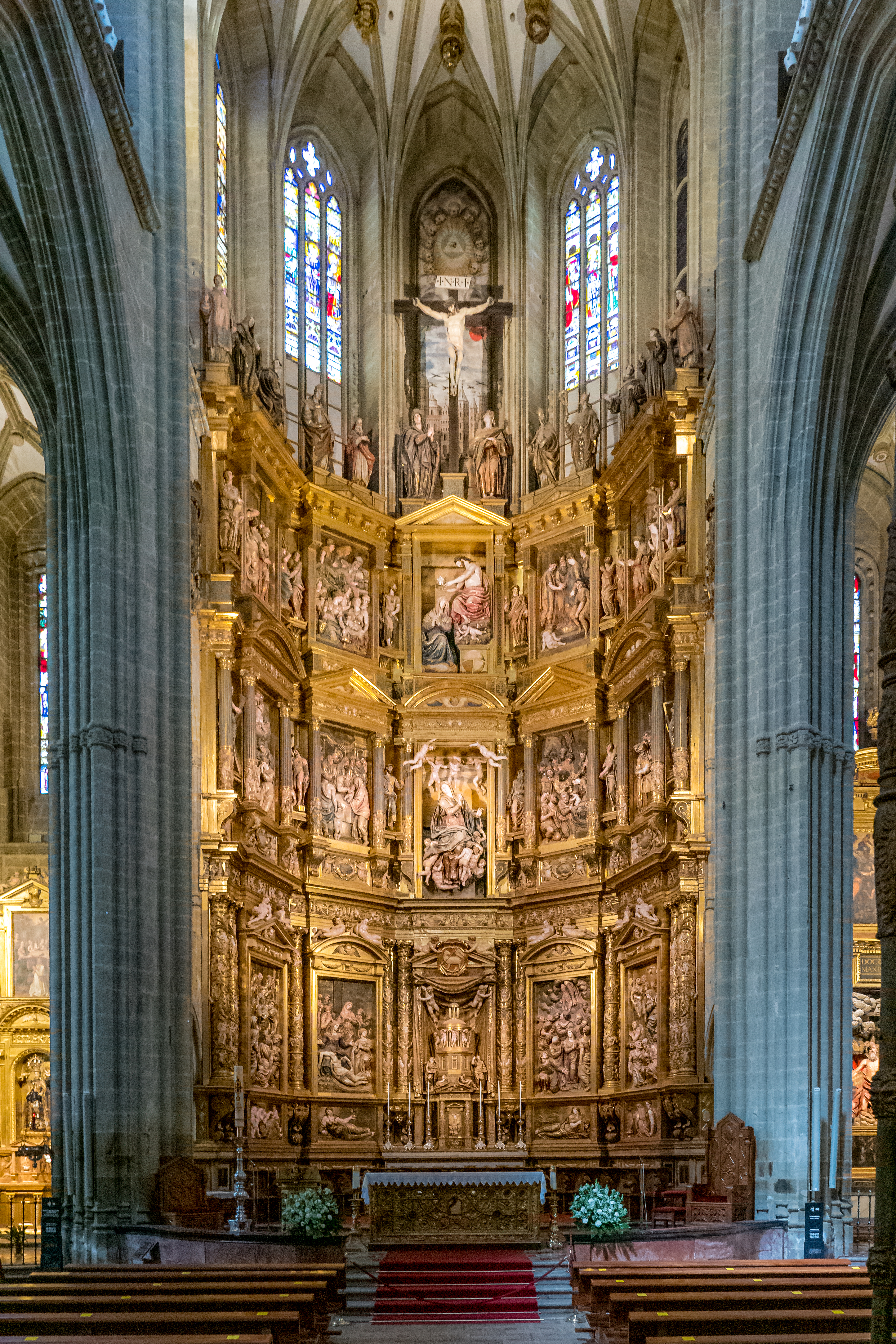
Catedral de Astorga, retablo mayor

En los años 50 del siglo XVI se anunció un concurso para realizar el retablo mayor de esta catedral. Presentaron sus proyectos dos talleres de gran prestigio que representaban el modo tradicional de trabajar la madera frente a las nuevas modas manieristas en que los retablos eran más arquitectónicos que ornamentales. También presentó su proyecto el escultor Gaspar Becerra, conocedor de las nuevas tendencias. Iba acompañado de un equipo de maestros y oficiales expertos en ensamblaje y talla de madera, sabedores de las ideas de su maestro, que supieron llevar a la práctica sus conceptos y deseos en las esculturas que conforman el retablo.
La organización del retablo fue una gran novedad introducida por este equipo de artistas. El armazón presentó columnas y frontones clasicistas, planteándose un nuevo sistema arquitectónico que sirvió de ejemplo a los retablos de la segunda mitad del siglo XVI. La traza y las esculturas fueron llevadas a cabo por Gaspar Becerra y sus colaboradores; la policromía la realizaron Gaspar de Hoyos y Gaspar de Palencia. El contrato se firmó en 1558 siendo terminada la obra en 1584.
El retablo consta de tres cuerpos o pisos y cinco calles, más cuatro entrecalles. En la calle central están dispuestos los grupos en bulto redondo de la Asunción y de la Coronación de la Virgen. Toda la iconografía está dedicada a la vida de Cristo y de la Virgen. El Calvario del ático es de grandes proporciones. En el centro de la predela o banco está colocado el sagrario, de buen tamaño según se acostumbra a hacer a partir de las recomendaciones de la Contrarreforma. A ambos lados se encuentran los relieves de las Virtudes.

### Otros retablos
Aparte de la obra maestra que supone el retablo mayor de esta catedral (del escultor Gaspar Becerra), el templo tiene una serie de capillas cuyos retablos constituyen verdaderas obras de arte, la mayoría patrocinados por los mecenas ya mencionados.

#### Retablo de la Virgen de la Majestad

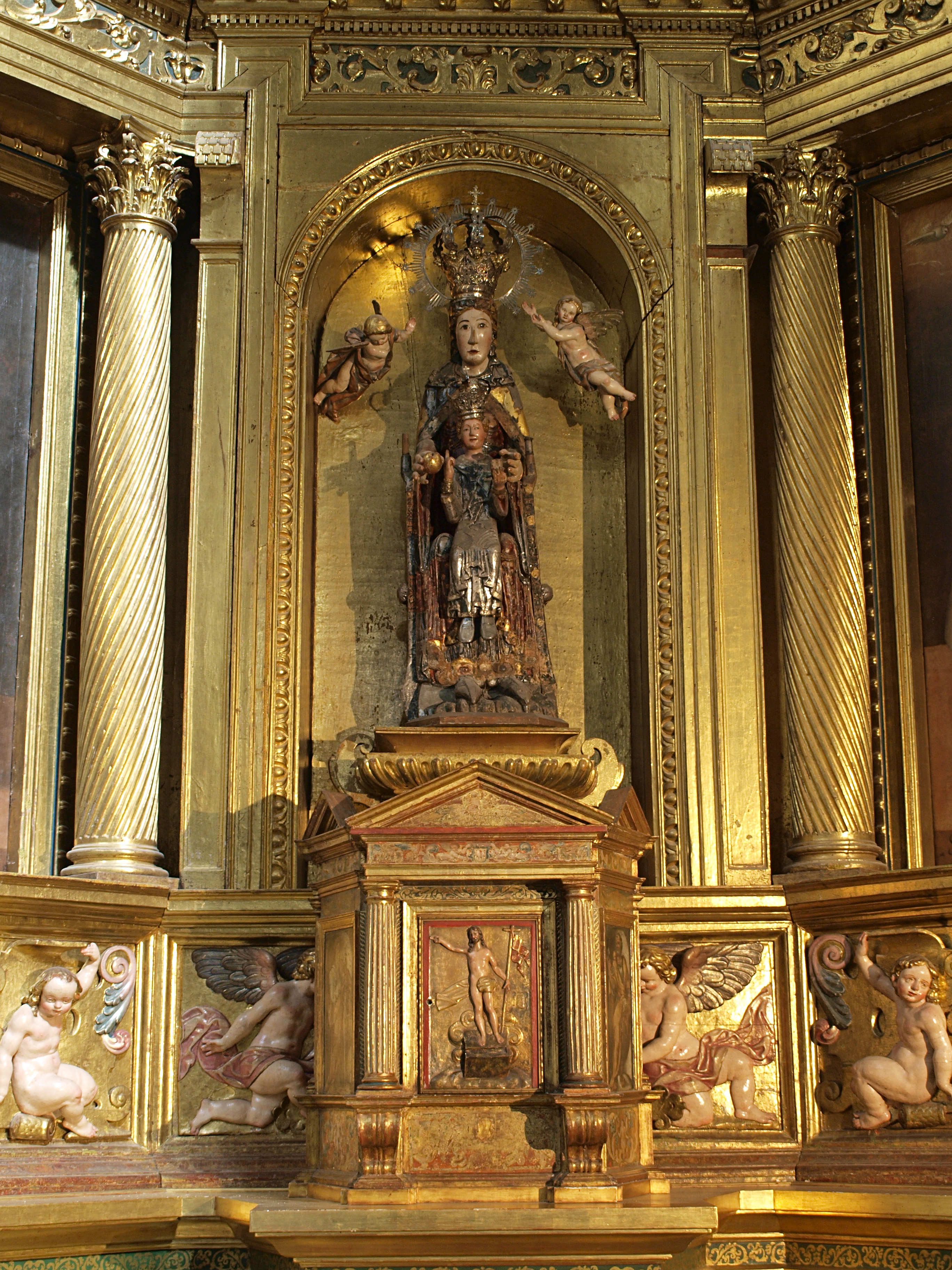
Hornacina central con la imagen románica de la Virgen

Este retablo se debe al mecenazgo del obispo Alfonso Mejía de Tovar (también llamado Alfonso Messia de Tovar, 1616-1636). Está situado en la capilla absidal menor del lado del Evangelio. Desde 1994 es la capilla del Sagrario.
Se trata de un retablo clasicista hecho en madera dorada y policromada que empezó el ensamblador Lupercio Getino y terminó otro ensamblador llamado Mateo Flores (de Ponferrada). Las trazas y las pinturas son de Juan de Peñalosa y las esculturas de los ángeles de Gregorio Español (1622). En el centro se encuentra la imagen titular, Virgen de la Majestad, románica del siglo XII. El conjunto mide 7 x 4,5 x 0,15 m. Consta de banco, cuerpo único y ático, en cuyos costados se ven los escudos firmados del mecenas. En 1994 tuvo lugar una buena restauración llevada a cabo por Javier Oyamburu.
La imagen titular, Virgen de la Majestad, es de comienzos del siglo XII, en madera de peral policromada en temple y chapada en plata. Mide 120 x 41 x 37 cm. Está sentada sobre un trono, sirviendo ella misma de trono a su hijo Jesús. El modelo iconográfico es de Kyriotissa bizantina (Kyriotissa o trono del Señor) en que sostiene sobre sus piernas al Niño, como si fuera un trono. Mantiene en su mano derecha el símbolo de la manzana (alusión a la nueva Eva) mientras señala con su mano izquierda a Jesús. El Niño lleva túnica y va calzado, siendo este detalle un precedente sobre este modelo románico. Es una imagen-relicario, con el hueco ubicado en la espalda donde se encontraron a raíz de la restauración de 1988 unos paquetitos identificados por cartelas que indicaban ser astillas de la Vera Cruz y leche de María.

#### Retablo de Santa Teresa de Jesús

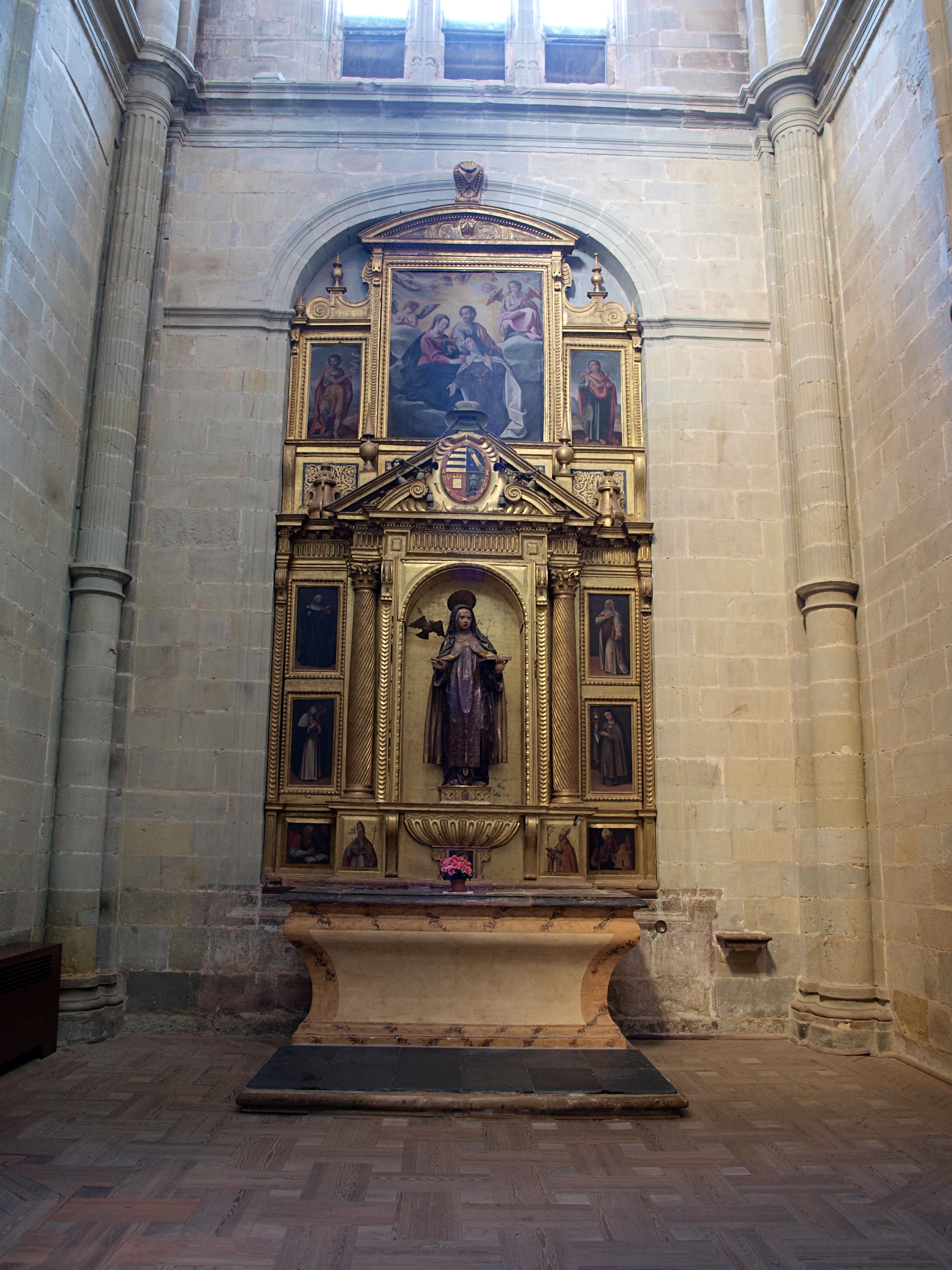
Retablo de Santa Teresa

Esta obra se debe también al mecenazgo del obispo Alfonso Mejía de Tovar, que lo encargó con motivo de la canonización de la santa en 1622. Es de estilo manierista, propio de la Contrarreforma, con motivos pictóricos que hacen alusión a los mandatos del Concilio de Trento sobre el tema de los santos. Consta de banco, un cuerpo, tres calles y un ático. Las pinturas se deben a Juan de Peñalosa y la arquitectura está atribuida a Francisco Ruiz. La Santa titular está colocada en una hornacina en el centro, en actitud de escribir; es una talla de madera policromada. Todos los santos de las pinturas están perfectamente identificados con letreros didácticos.

#### Retablo de la Purísima
Este es otro de los retablos que se deben al mecenazgo del obispo Mexia, que encargó su fabricación en 1627 para poder albergar la talla de la Inmaculada Concepción del escultor Gregorio Fernández. El motivo que tuvo el Cabildo para encargar esta talla al prestigioso escultor del momento, Gregorio Fernández fue la celebración en Astorga del Voto de la Inmaculada.

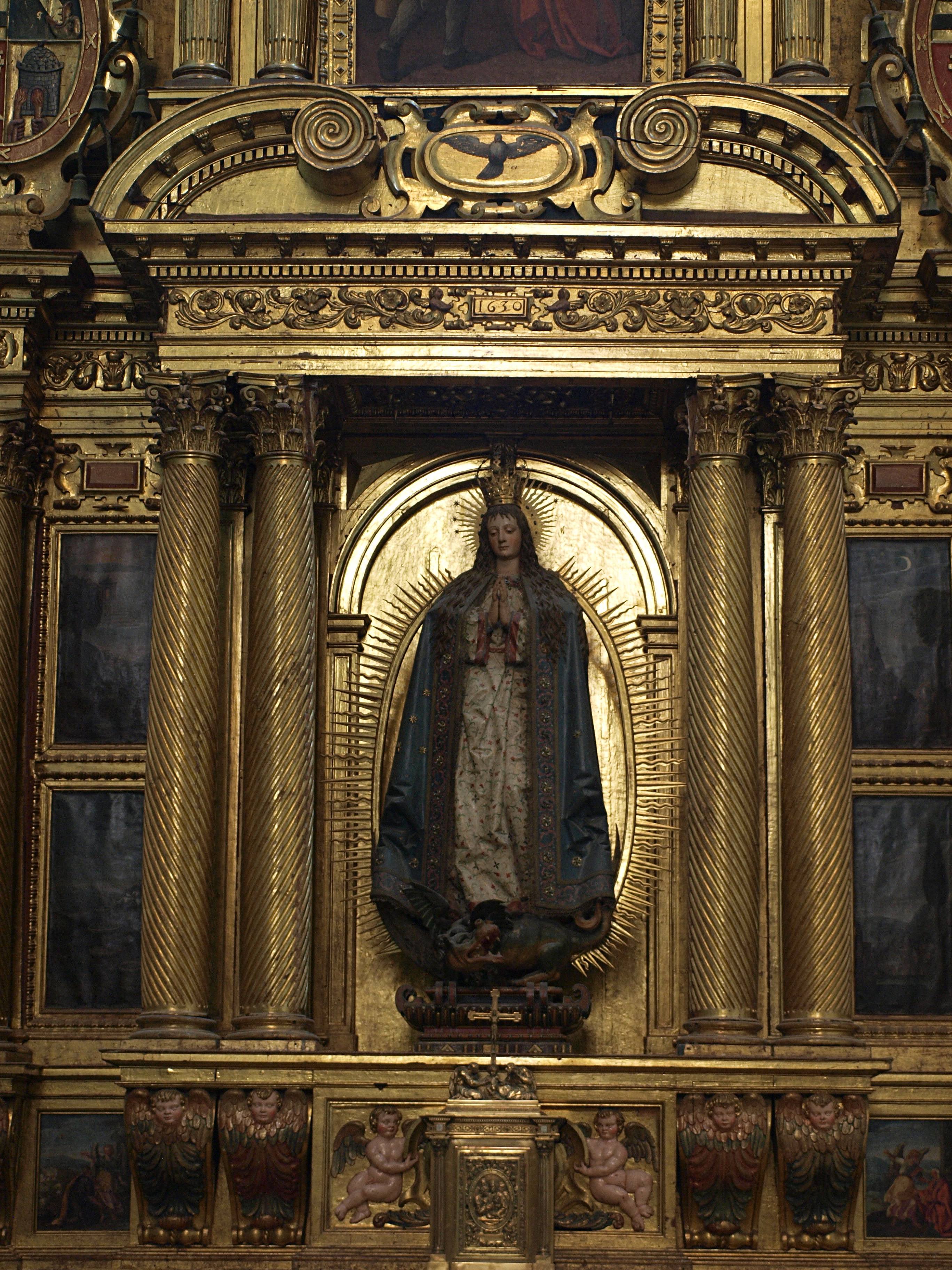
Retablo de la Purísima, parte central

Las trazas y la pintura se deben a Juan de Peñalosa. Francisco Ruiz fue el ensamblador, supervisado por el arquitecto Pedro Álvarez de la Torre. El dorado corrió a cargo de Juan de Meaza (en 1630). El retablo mide 8 x 5,10 x 5 m. Consta de banco, un único cuerpo de tres calles, más ático separado por entablamento, friso y un frontón quebrado. La imagen titular es la Inmaculada de Gregorio Fernández situada en el centro y delimitada por pares de columnas entorchadas.

#### Retablo de San Jerónimo
Se encuentra en una de las capillas absidales. Se realizó este retablo a instancias del mecenas fray Nicolás de Madrid, que fue obispo en Astorga de 1655 a 1660. Fue además un destacado arquitecto en la obra del monasterio de El Escorial, resolviendo importantes dificultades sobre todo en el Panteón.
Se compone de una escultura y pinturas al óleo. El autor de las pinturas es Bartolomé Vicente (1659) y la escultura del santo titular está atribuida a Lucas Gutiérrez (1658-1660). Está construido en madera dorada y policromada por ensambladores desconocidos que siguieron probablemente las trazas facilitadas por el obispo mecenas propias de los retablos barroco-clasicistas.
El banco tiene tres escenas de la vida del santo titular en que aparece su hermana Paula. En el único cuerpo se abre un gran espacio donde se ve la escultura de San Jerónimo en una escena teatral que representa una cueva en Belén, lugar donde se retiró el santo a meditar y orar. En dicha escena se ve al león (atributo que no falta casi nunca), un reptil, rocas y vegetación, un crucifijo y varios libros, uno de ellos abierto con un texto del propio santo. Todo este escenario está enmarcado por parejas de columnas estriadas y con capiteles corintios. En el ático hay otra pintura de Bartolomé Vicente con el tema de los azotes recibidos por el santo por parte de los ángeles que le castigan por sus pensamientos y recuerdos mundanos. Se corona con un frontón curvo.

#### Retablo de San Juan Bautista
Este retablo fue patrocinado en 1655 por el chantre Juan Ramos para perpetuar su memoria, dedicándolo a San Juan Bautista, santo de su nombre. Encargó la obra al ensamblador Antonio López y la pintura a José Antonio Delgado y Miguel de Salces; fue terminada en 1660. La escultura del santo está atribuida al escultor gallego Mateo de Prado; el interior del paisaje se debe a otro escultor gallego (muy vinculado con el anterior), Pedro del Valle a quien se pidió la obra en 1663, conservándose la documentación pertinente.
La escenificación sigue la narración del Evangelio de San Lucas en el momento en que Juan (hijo de Zacarías), retirado en el desierto, escucha la palabra de Dios. La imagen toma la actitud de estar escuchando, para lo que acerca la mano izquierda al oído mientras que su brazo derecho está totalmente desplegado y separado del cuerpo. La figura presenta un profundo estudio de anatomía tanto en la expresión del rostro como en los detalles de brazos, tórax y piernas.

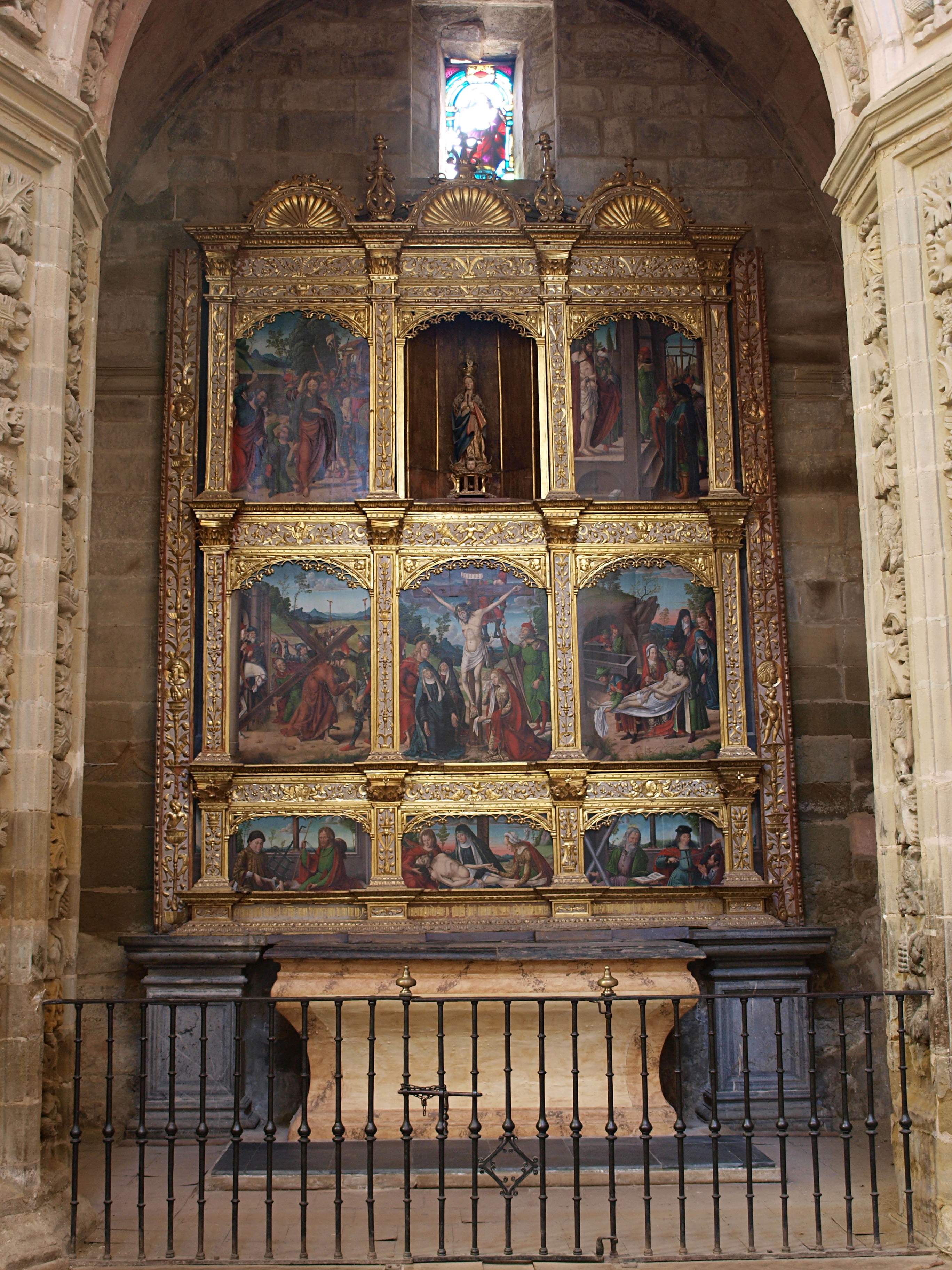
Retablo de San Miguel

#### Retablo de San Miguel
Este retablo y su capilla fueron una donación del mecenas Duarte Pérez, protonotario y canónigo de esta catedral, tal y como se informa en la inscripción que está a lo largo de la predela. Es un retablo hispano-flamenco, de 1530 (cuyo autor es conocido como maestro de Astorga), pintado al óleo sobre tabla. Mide 4,37 x 3,58 x 0,25 m. Consta de banco y dos cuerpos divididos en tres calles. Su arquitectura tiene elementos del gótico (doseletes) y del plateresco (grutescos, medallones, veneras, etc.)
La pintura narra las escenas de la Pasión de Cristo. En el centro y en el segundo cuerpo se halla una escultura de la Virgen, ocupando el lugar donde estuvo una imagen del arcángel Miguel, titular del retablo.

### Sillería del coro

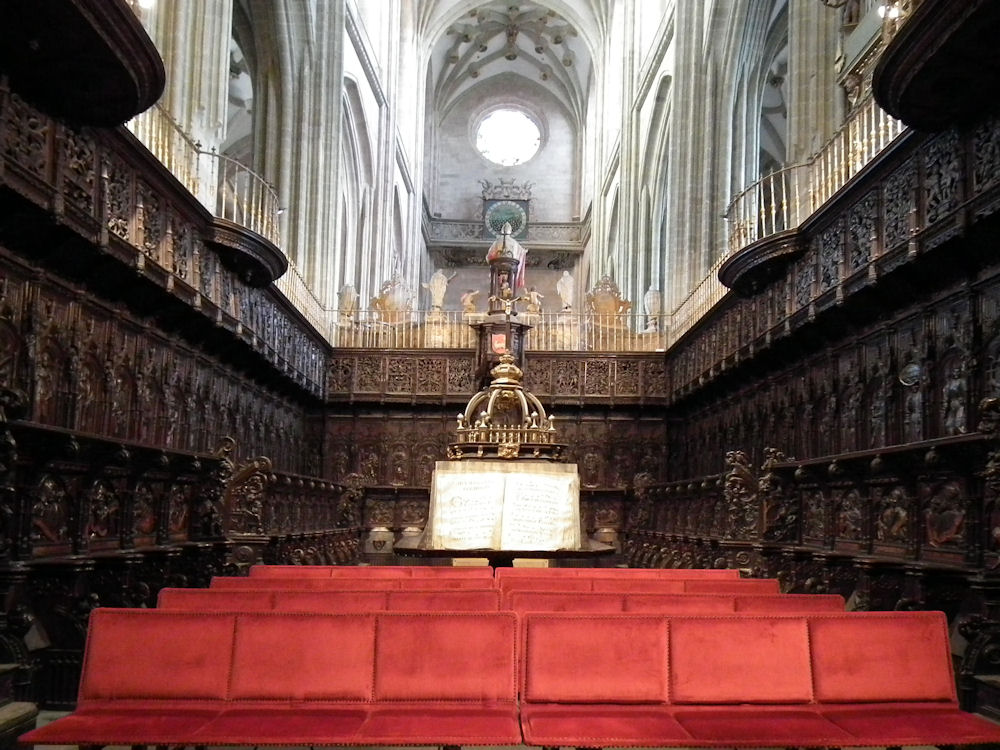
Sillería del coro

La sillería renacentista del coro, pertenece al segundo cuarto del siglo XVI. Está realizada en madera de nogal sin policromar (a lo blanco). Sus autores fueron Juan de Colonia, Nicolás de Colonia, Tomás Mitata, Roberto Memorancy y Pedro del Camino. El trabajo de Juan de Colonia quedó inconcluso hacia 1530 y en 1547 el Cabildo catedralicio (siendo obispo Diego de Álava y Esquivel) contrató a los restantes entalladores que completaron el conjunto con nuevas sillas y accesorios, consiguiendo una verdadera unidad estilística y unidad temática para todo el conjunto. Los respaldos de los sitiales altos y bajos fueron tallados siguiendo un amplio programa iconográfico sobre el Antiguo y Nuevo Testamento: apóstoles y santos para el segundo nivel y profetas y personajes veterotestamentarios para el primero. El resto de las tallas en misericordias, apoyamanos, crestería, etc. se elaboró en algunos casos siguiendo temas góticos, los llamados drôleries (como los perros que fuman en pipa mientras juegan a las cartas) y en la mayoría de los casos con temas ornamentales propiamente renacentistas.

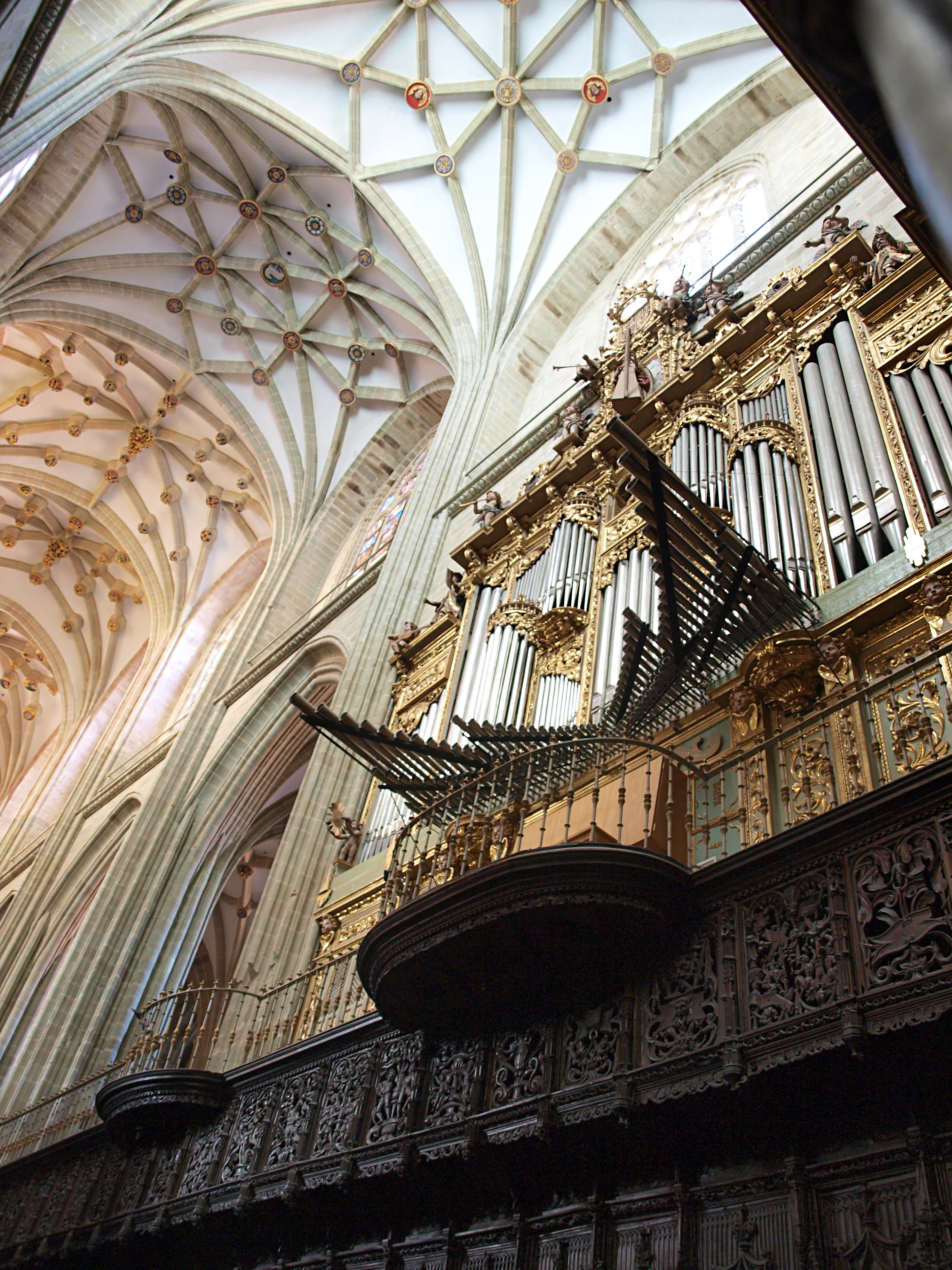
Órgano del coro de la catedral

El resultado final fue un coro de 97 sitiales de los que 42 se colocaron en la parte baja y 55 en la parte alta. Toda esta estructura se instaló en la nave central, en el centro geométrico, ocupando los dos primeros tramos, dando la forma tradicional de U. Resalta especialmente la talla esmerada de la silla renacentista de Santo Toribio. En el primer tramo está colocado el órgano.

#### Órgano
Es un órgano de caja barroca adornada con las figuras de Santa Cecilia, ángeles con instrumentos y otros músicos que parecen llevar el compás. Consta de 2830 tubos y 3 teclados. Fue restaurado en dos ocasiones: 1880 por Juan de Amezúa y 1985 por Federico Acitores.

#### Reja
El mecenas y obispo de la catedral Alfonso Mejía de Tovar intervino junto con los miembros del Cabildo en la elección del rejero que habría de llevar a cabo esta reja que cierra el espacio del coro y que sustituyó a una anterior. Su participación y aportación económica quedó bien patente y a perpetuidad en el escudo que se encuentra en el tercer cuerpo de la reja, al otro lado del escudo del Cabildo. Por aquellos años del siglo XVI las fraguas castellanas habían disminuido bastante y como consecuencia se habían encarecido los trabajos, por lo que en la mayoría de los casos se recurría a los maestros rejeros vascos, formados en las propias herrerías que desde siempre habían suministrado material a toda la península. Así pues el Cabildo se dirigió a los centros más afamados y desde ellos acudieron rejeros a los que se entregó las trazas a seguir y las condiciones del contrato. La costumbre era adjudicar la obra a quien ofreciera más garantías unido a un menor precio, para lo que era habitual seguir una especie de ritual que consistía en encender una vela durante el plazo de la subasta y se otorgaba cuando el cabo de vela se extinguía coincidiendo con el nombre del candidato. Finalmente el elegido fue Lázaro de Azcaín, un rejero con poca experiencia.

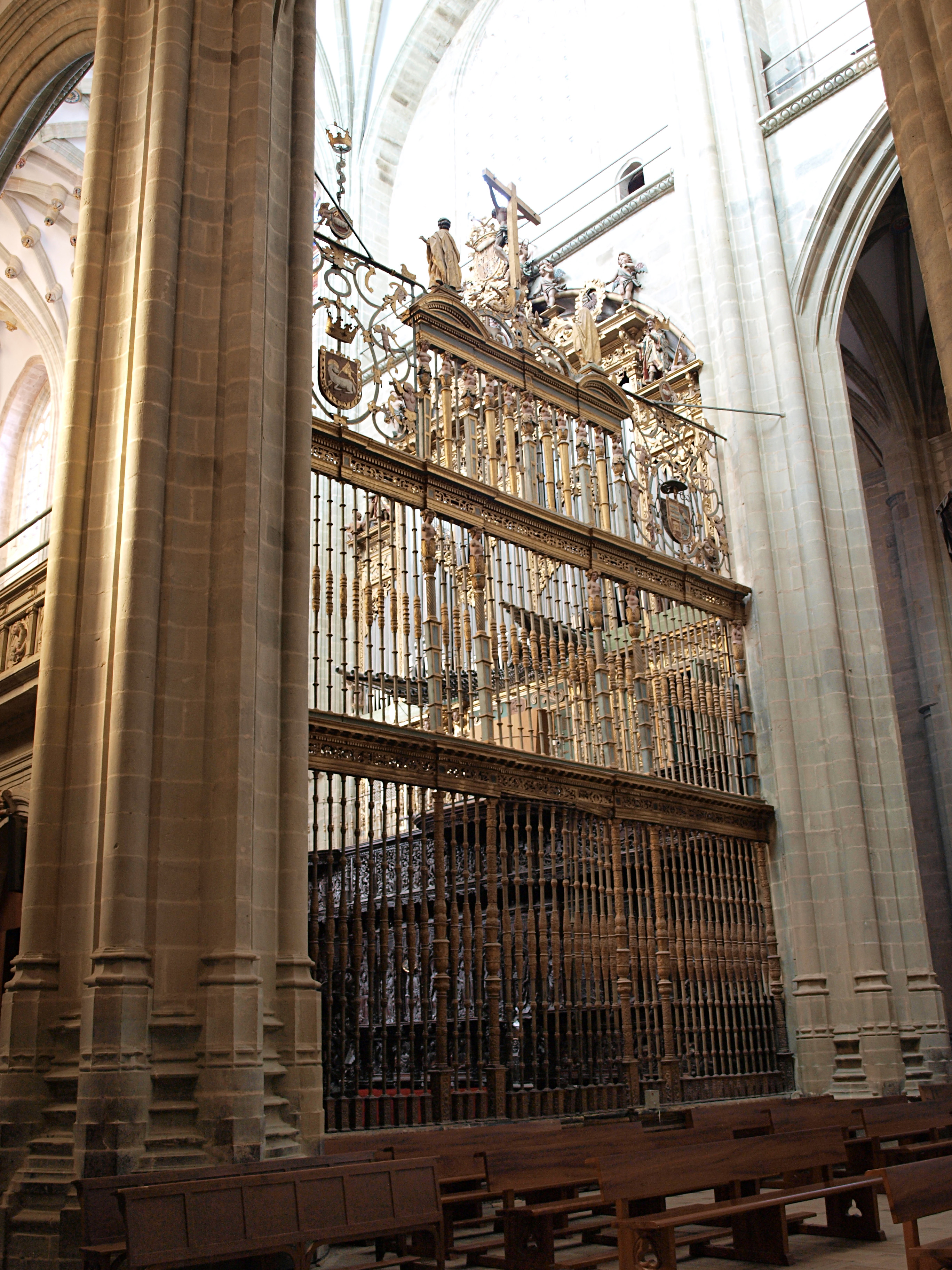
Reja del coro

El contrato se firmó el 28 de marzo de 1622 y en él se concretaron todas las condiciones: plazo de ejecución, precio, materiales, medidas exactas de cada elemento; a cuenta del artista irían los materiales (hierro, bronce y madera), la pintura y la tarea de asentar la reja y a cuenta del Cabildo los andamios. Se advertía de posibles penalizaciones por demora o incumplimiento de alguna parte del contrato.
El cabildo entregó a Lázaro de Azcaín las trazas ejecutadas de antemano en el taller de Juan Tomás y Juan Bautista Celma (autores entre otras de las trazas de la reja del monasterio de San Benito de Valladolid de 1571, de la catedral de Burgos, de Orense y colegiata de Toro). La reja está asentada sobre banco de piedra con unas medidas de 8,80 x 11,40 m. Está dorada y policromada y se remata con un Calvario ejecutado en madera, obra de Gregorio Español y su discípulo Diego de Gamboa. Tiene tres cuerpos y cinco calles desiguales.
El primer cuerpo está compuesto por balaustres y columnas apoyados en pilastras de decoración renacentista. Tiene cinco calles, sirviendo la central como hueco para la puerta de acceso.
El segundo cuerpo está separado por un friso calado de hierro con decoración renacentista, arquitrabe y coronamiento de madera. Sus balaustres son de menor altura que los del primer cuerpo y las pilastras rematan en términos balaustres (o termes balaustres), llamado así al recurso de agregar un busto o cabeza humana.
El cuerpo superior es la prolongación de la calle central con diez barrotes que alternan con once términos balaustres. A ambos lados se ven los escudos del Cabildo (Agnus Dei con banderola) y obispo Mejía; por encima hay un cornisamento con dos arquillos en los extremos y decoración de gotas, ornamento muy común en los dibujos de los Celma. Sobre este remate se sitúa el Calvario hecho de madera; Azcaín encargó el crucifijo a Diego de Gamboa y las figuras de San Juan y la Virgen a Gregorio Español.

### Trascoro

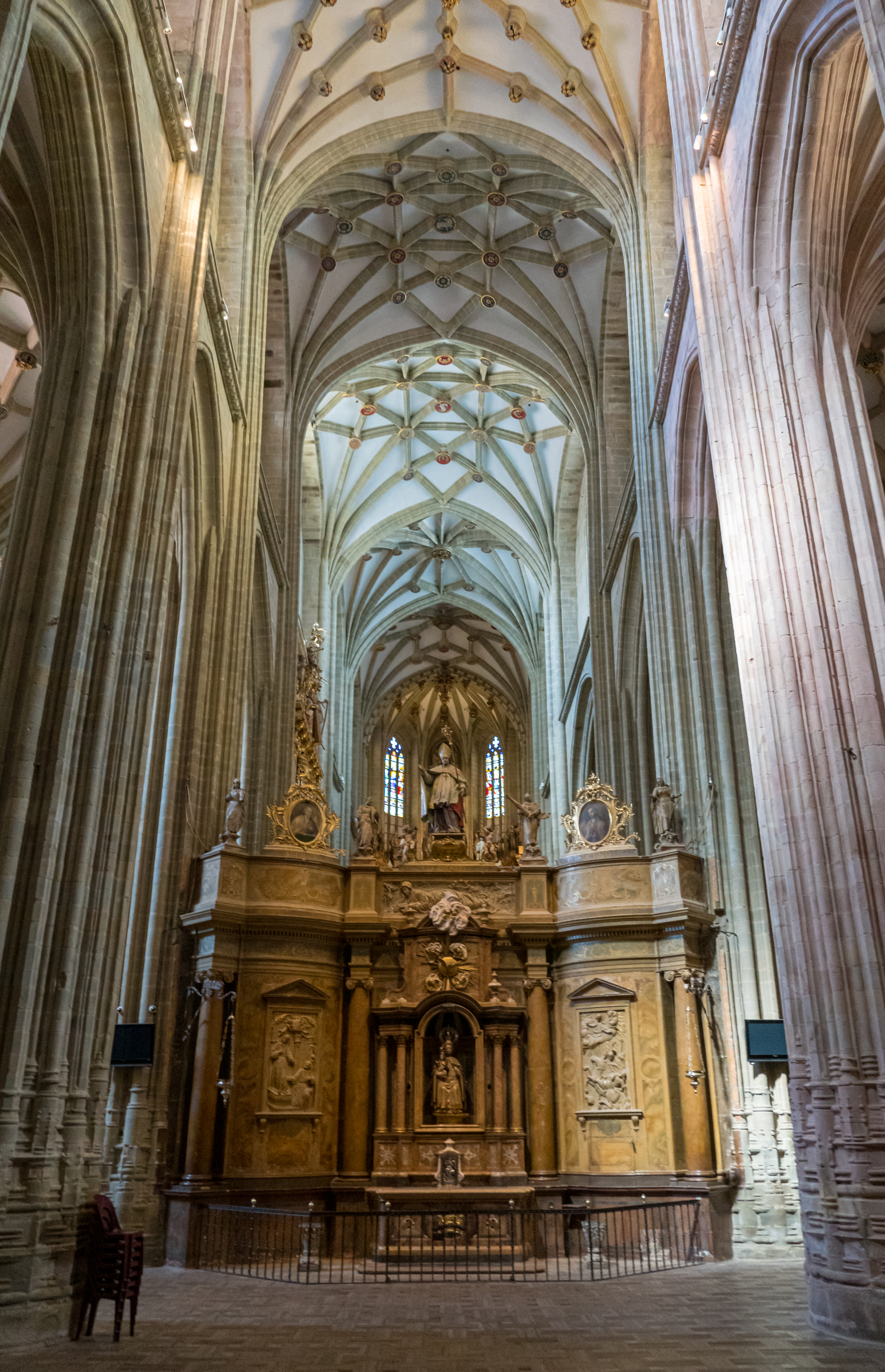
Trascoro.

El trascoro es obra neoclásica, ejecutada en mármol, jaspe, alabastro y bronce. El conjunto es una verdadera capilla con retablo, altar y cerramiento con una reja. Antes de esta creación, el espacio estaba ocupado por una serie de medallones de sibilas que rodeaban todo el cercado exterior del coro.
Consta de un solo cuerpo y tres calles; las dos laterales avanzan en curvatura; en el centro de cada panza y encuadradas están esculpidas unas escenas de San Pedro y San Pablo. El encuadre está rematado por frontón triangular. Las calles están limitadas por columnas de capiteles jónicos. En la calle central se abre una hornacina dispuesta entre columnas, que acoge una imagen de la Virgen de Valvanera. Sobre el arco de la hornacina hay un sol esculpido con cuatro angelotes entre nubes y en el centro del sol, la paloma símbolo del Espíritu Santo. Encima de este único cuerpo hay un friso bastante ancho y sobre él y en el centro está colocada la gran imagen del obispo Santo Toribio.

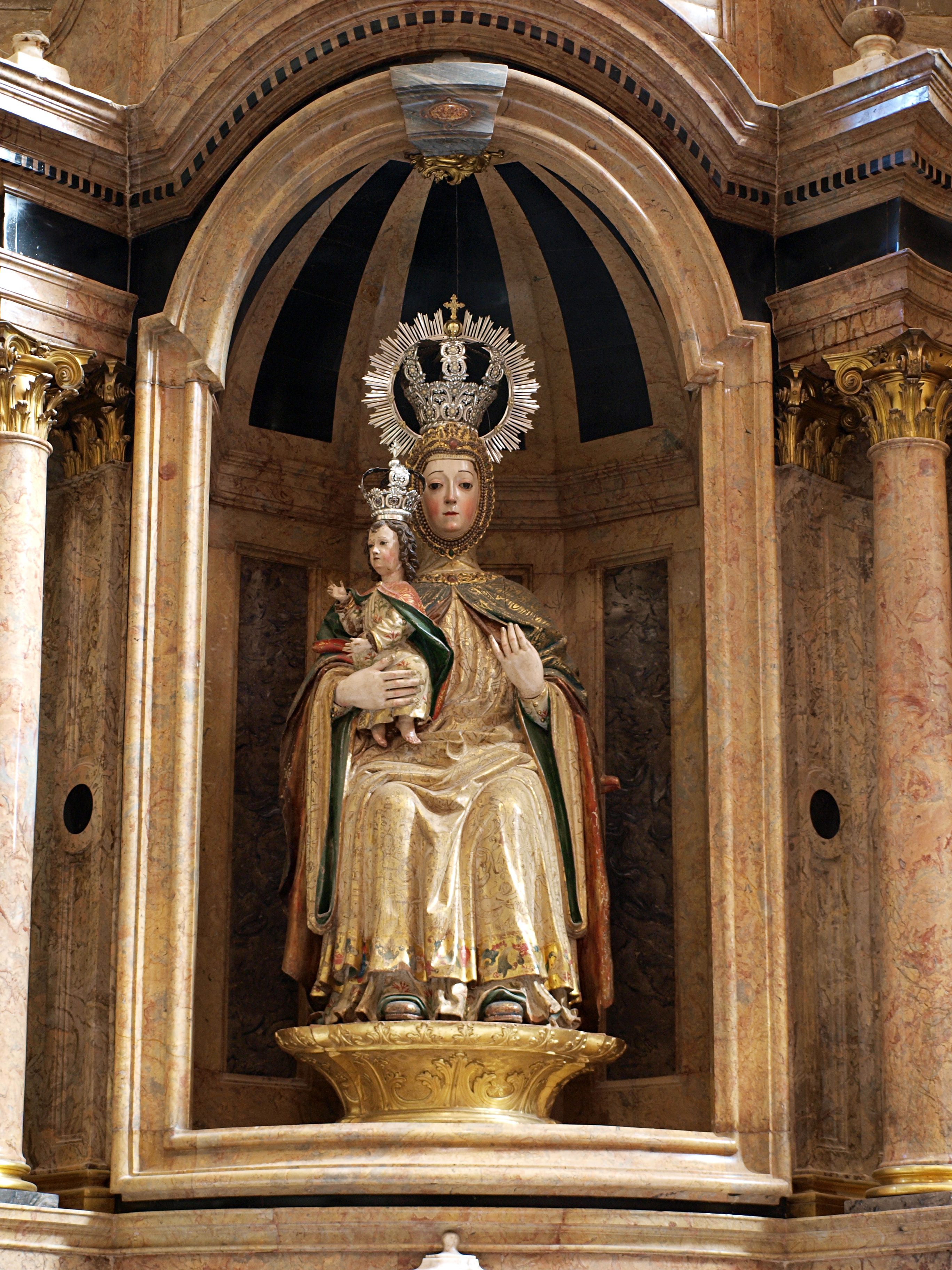
Imagen de la Virgen de Valvanera en la hornacina del trascoro
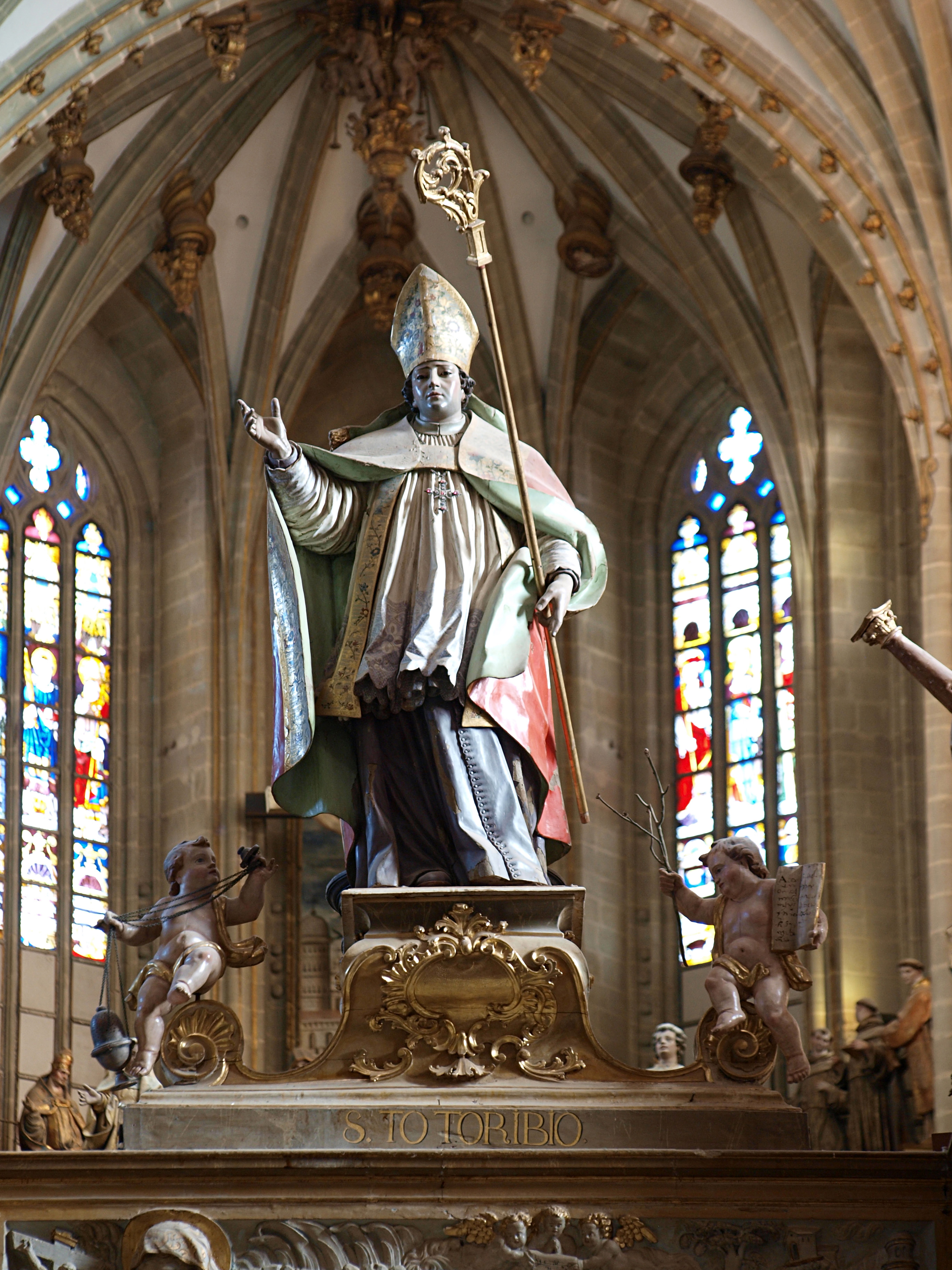
Escultura de Santo Toribio, en lo alto del trascoro

### Sacristía

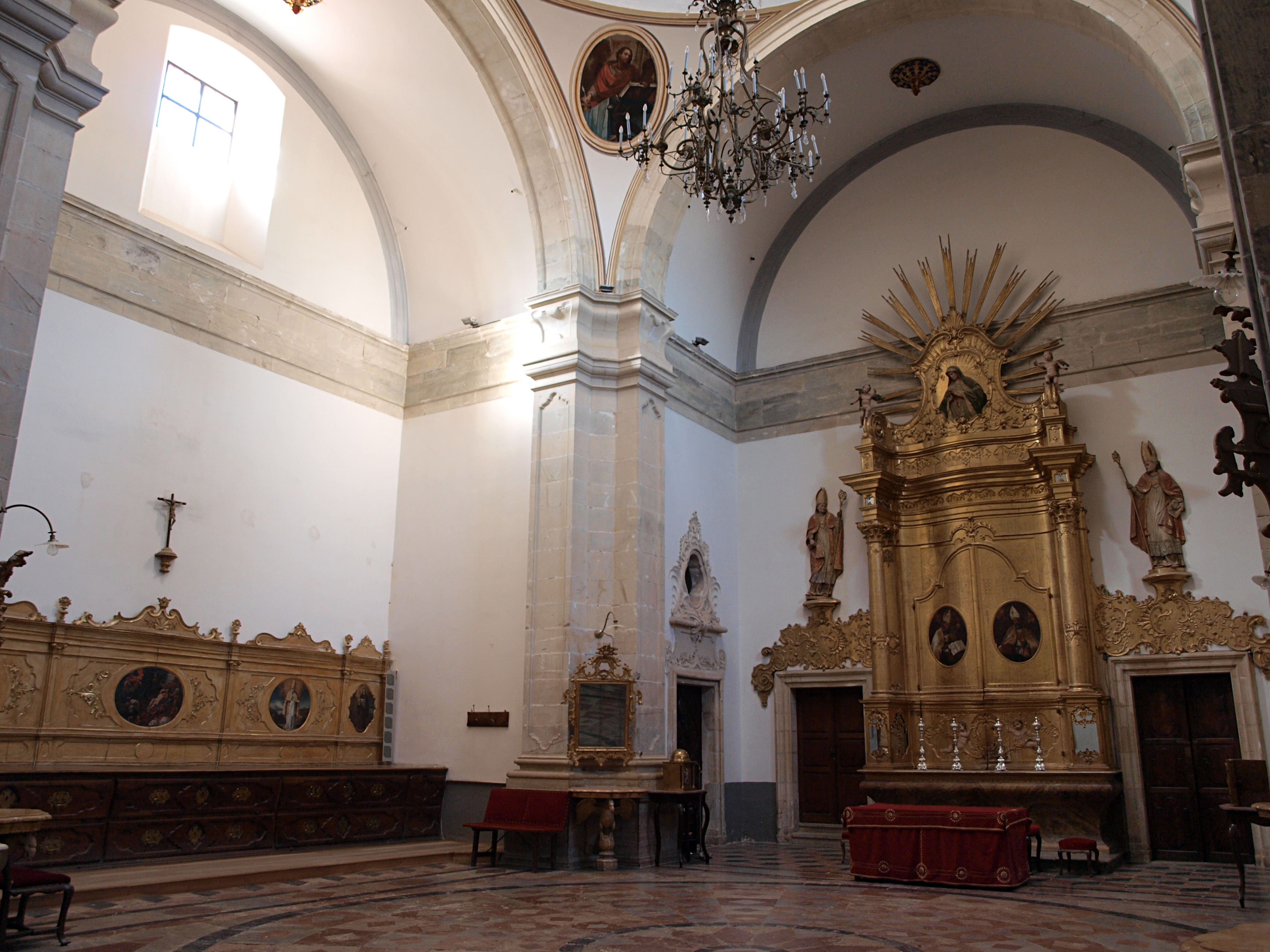
Vista de la sacristía con el relicario al fondo

Obra neoclásica de José Francisco Terán (1772) realizada bajo el gobierno del obispo Juan Manuel Merino Lumbreras (1769-1782), es un espacio de grandes proporciones. Está ricamente amueblada con cajonerías, espejos, sillones, mesas y bancos y enlosada en mármol de tres colores. Se encuentra adosada al cuerpo de la catedral por la parte norte. Tiene cúpula y linterna.
Al fondo y en lugar bien visible se halla el gran mueble del relicario delante del cual hay un altar. El mueble-armario del relicario es de madera dorada, de estilo rococó, adornado con rocallas y espejos y está dispuesto a manera de retablo, flanqueadas sus puertas por sendas columnas. Se corona con peineta que hace las veces de ático, donde se encuentra un gran relieve de la figura de la Virgen orante. En los lados y siguiendo la línea de las columnas hay dos angelitos policromados. Cuando las puertas del armario-relicario están cerradas se ven sobre ellas dos lienzos de forma oval con la representación de San Genadio y Santo Toribio. A derecha e izquierda del mueble y sobre dos puertas están las representaciones en bulto redondo de otros dos obispos de Astorga: San Dictino y San Efrén.

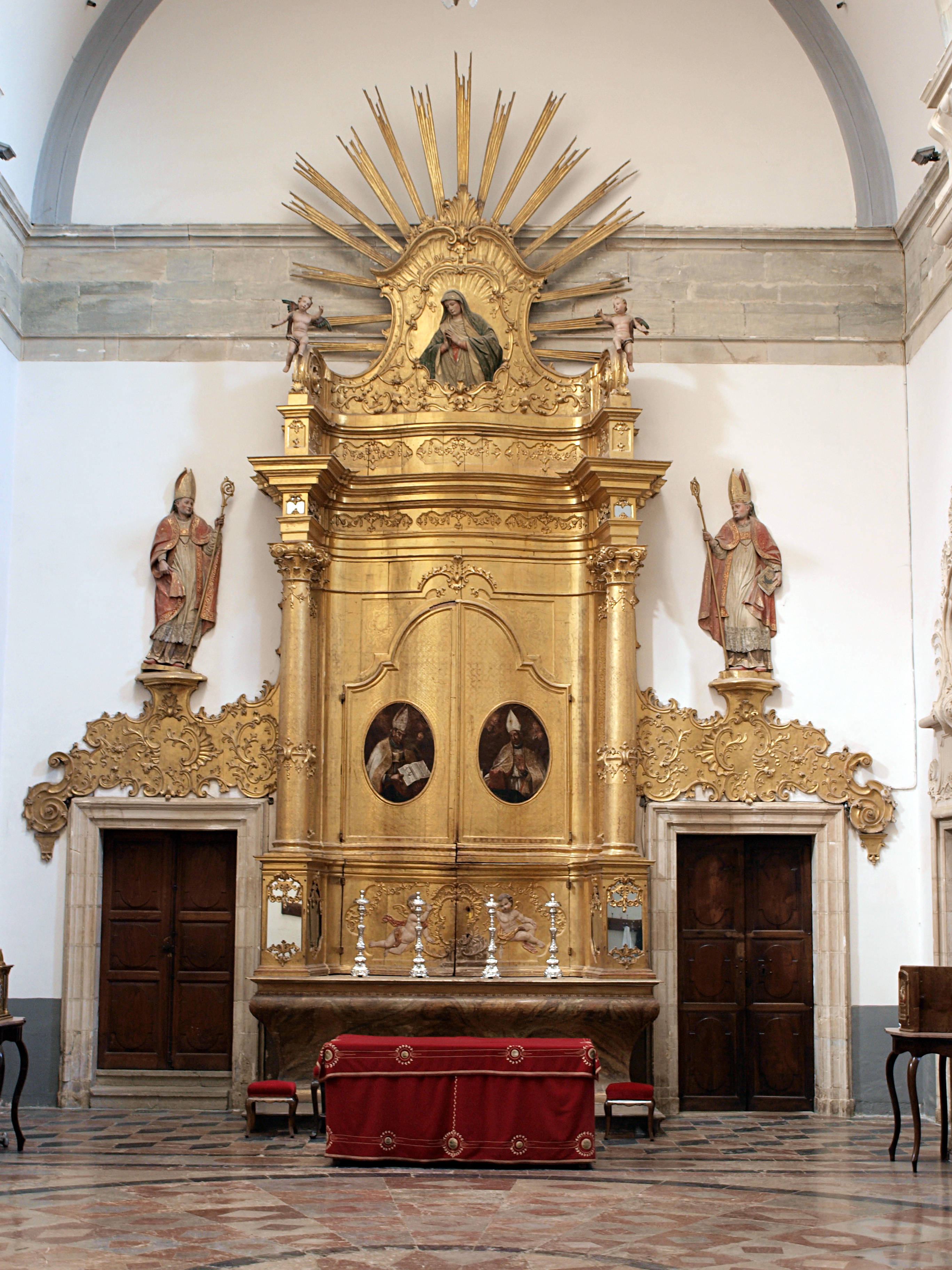
Mueble-relicario
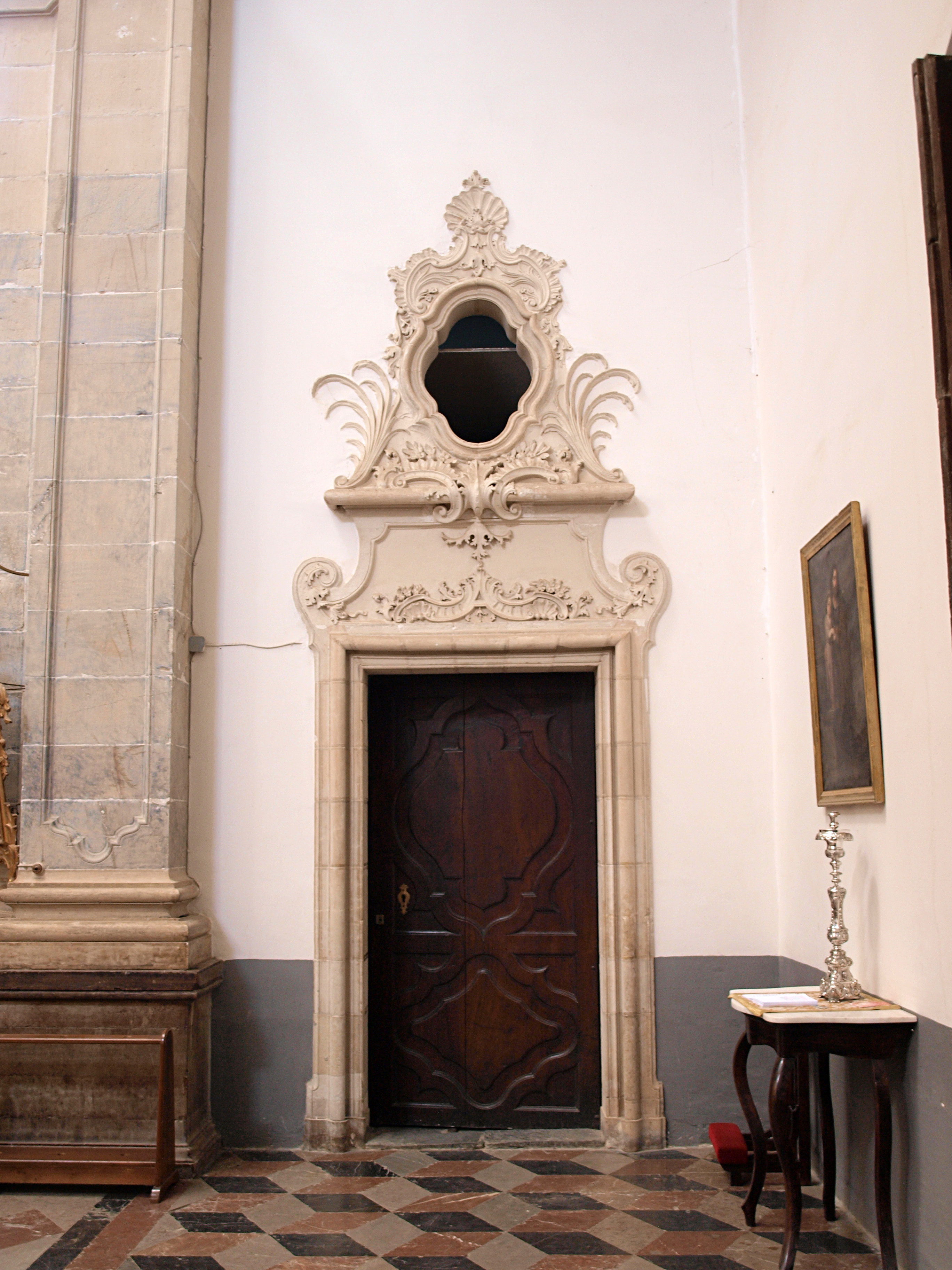
Una de las puertas
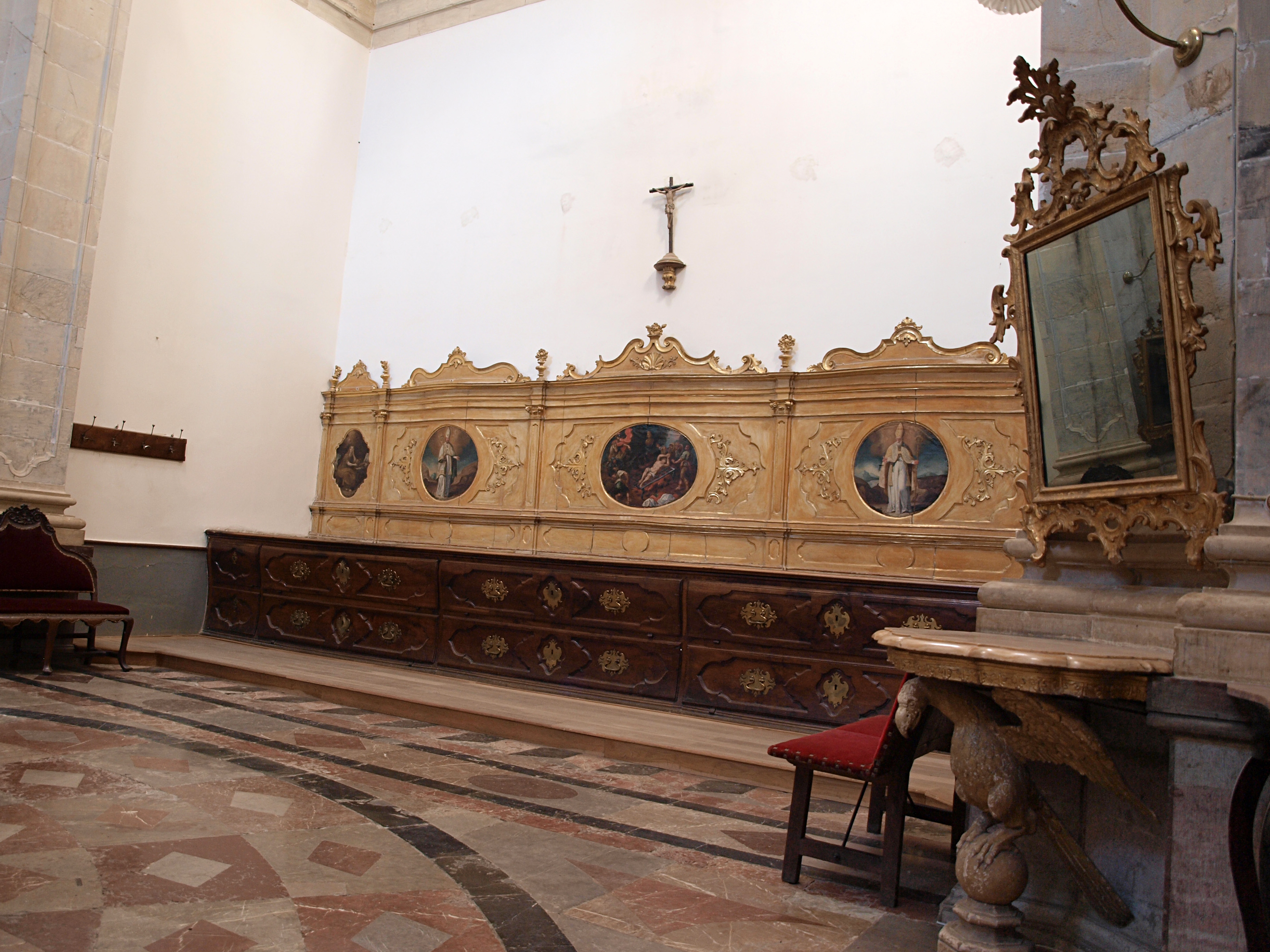
Cajonería

## Claustro
Es obra tardía de Gaspar López, de estilo neoclásico de 1755. Conserva el pozo central. Consta de cinco arcadas en cada ala o panda, unidas por pilastras jónicas. Se abren cuatro puertas adinteladas con frontones triangulares.

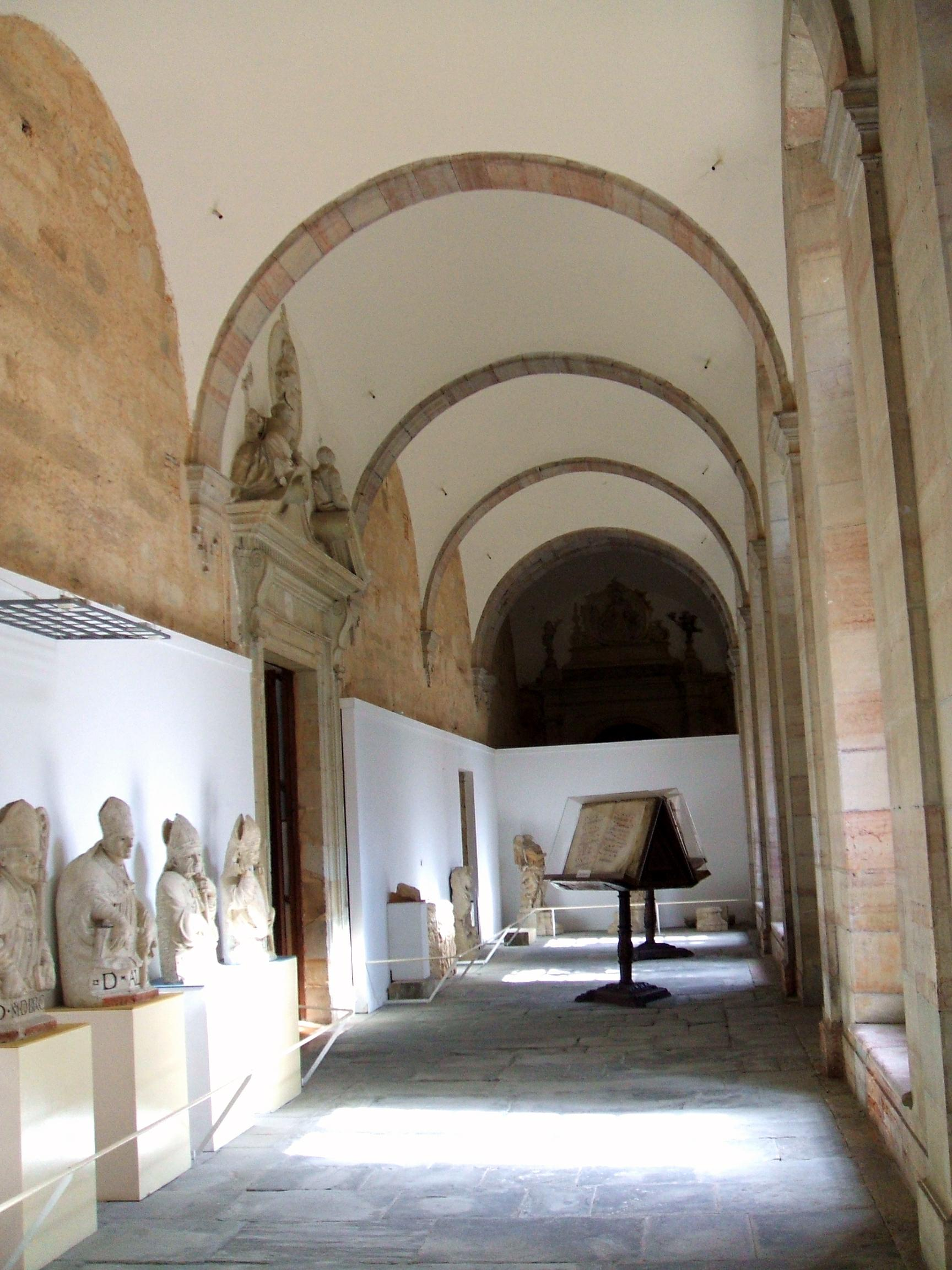
Galería del claustro
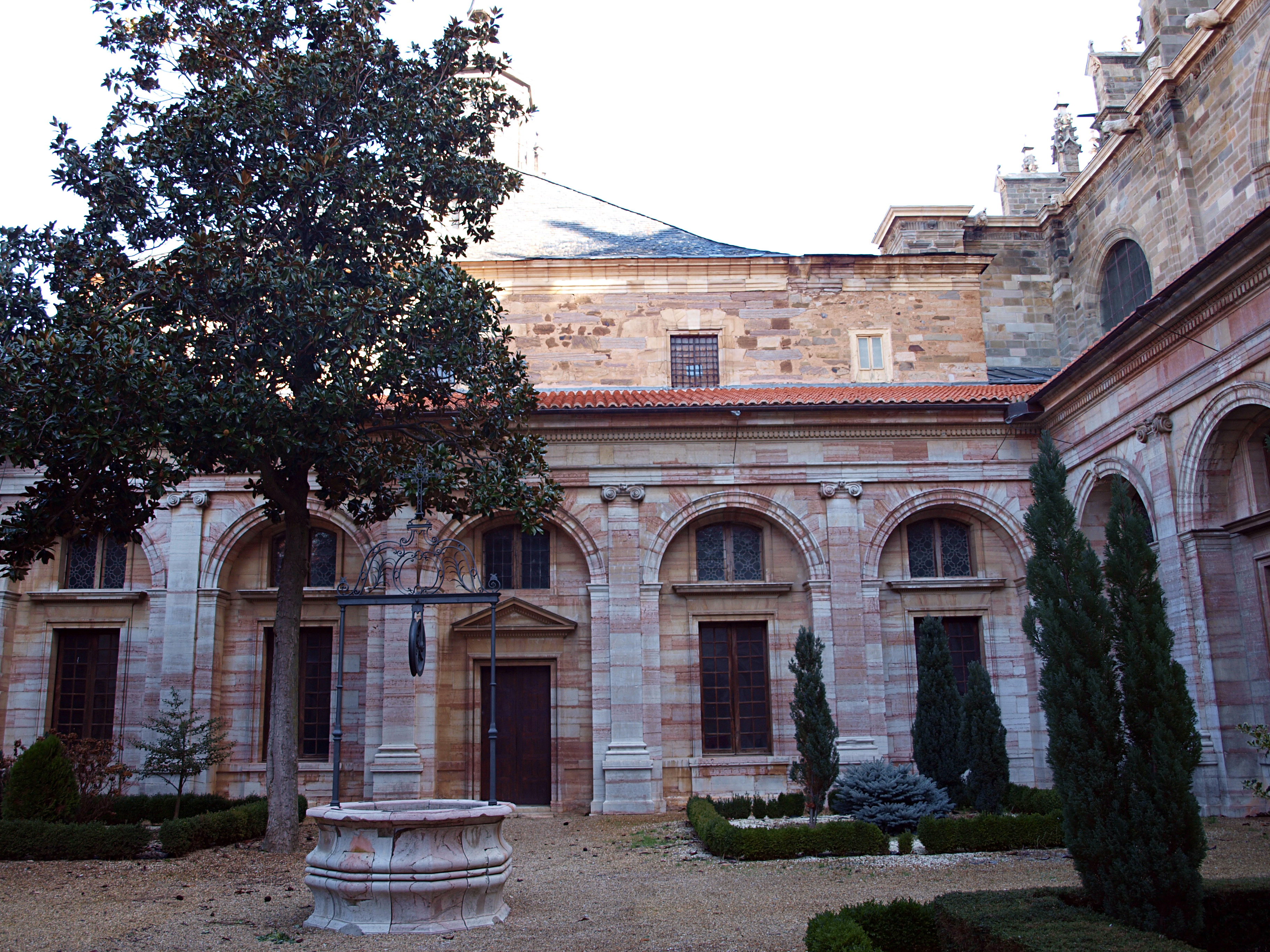
Vista del patio del claustro
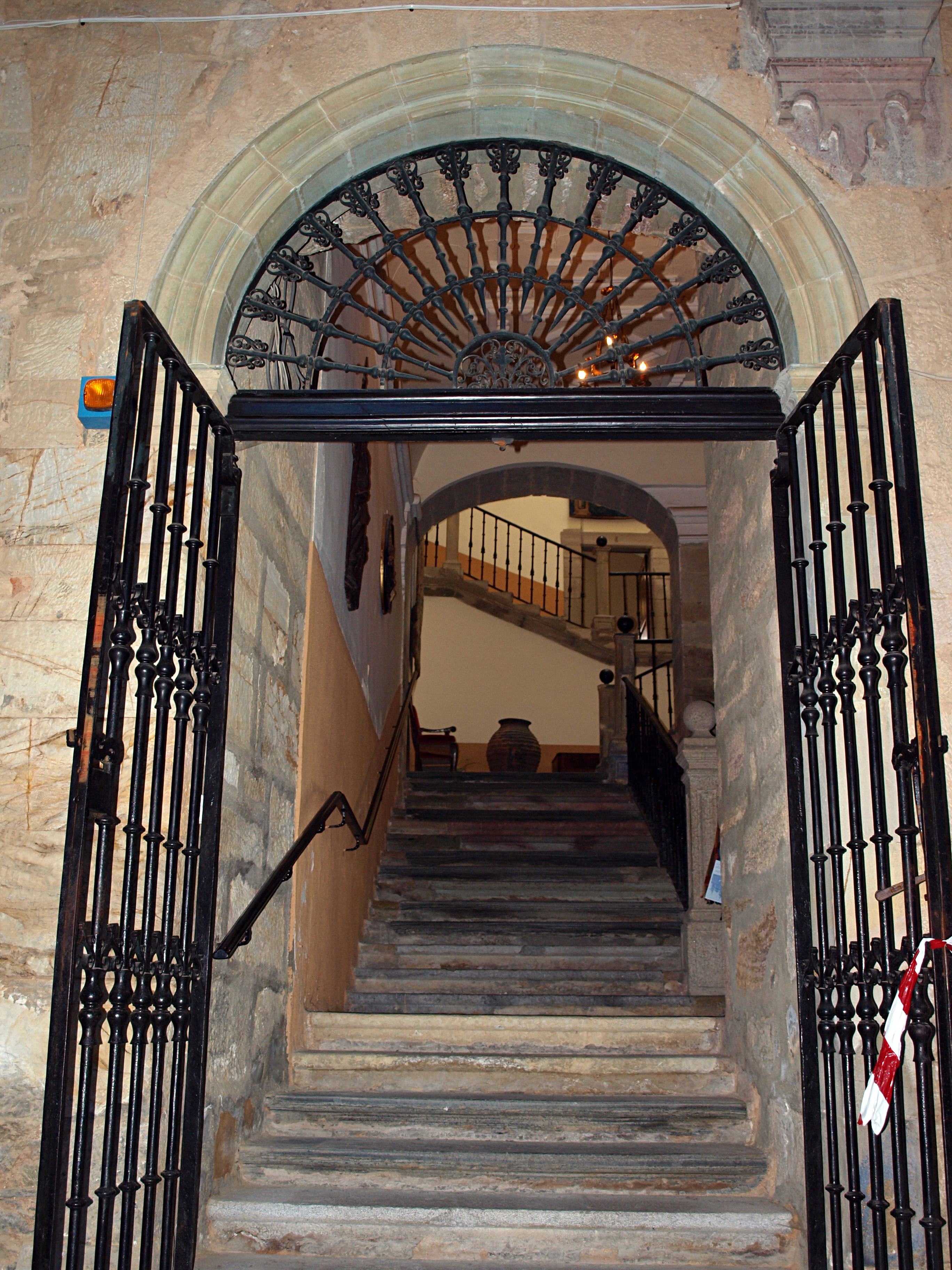
Escalera desde el claustro
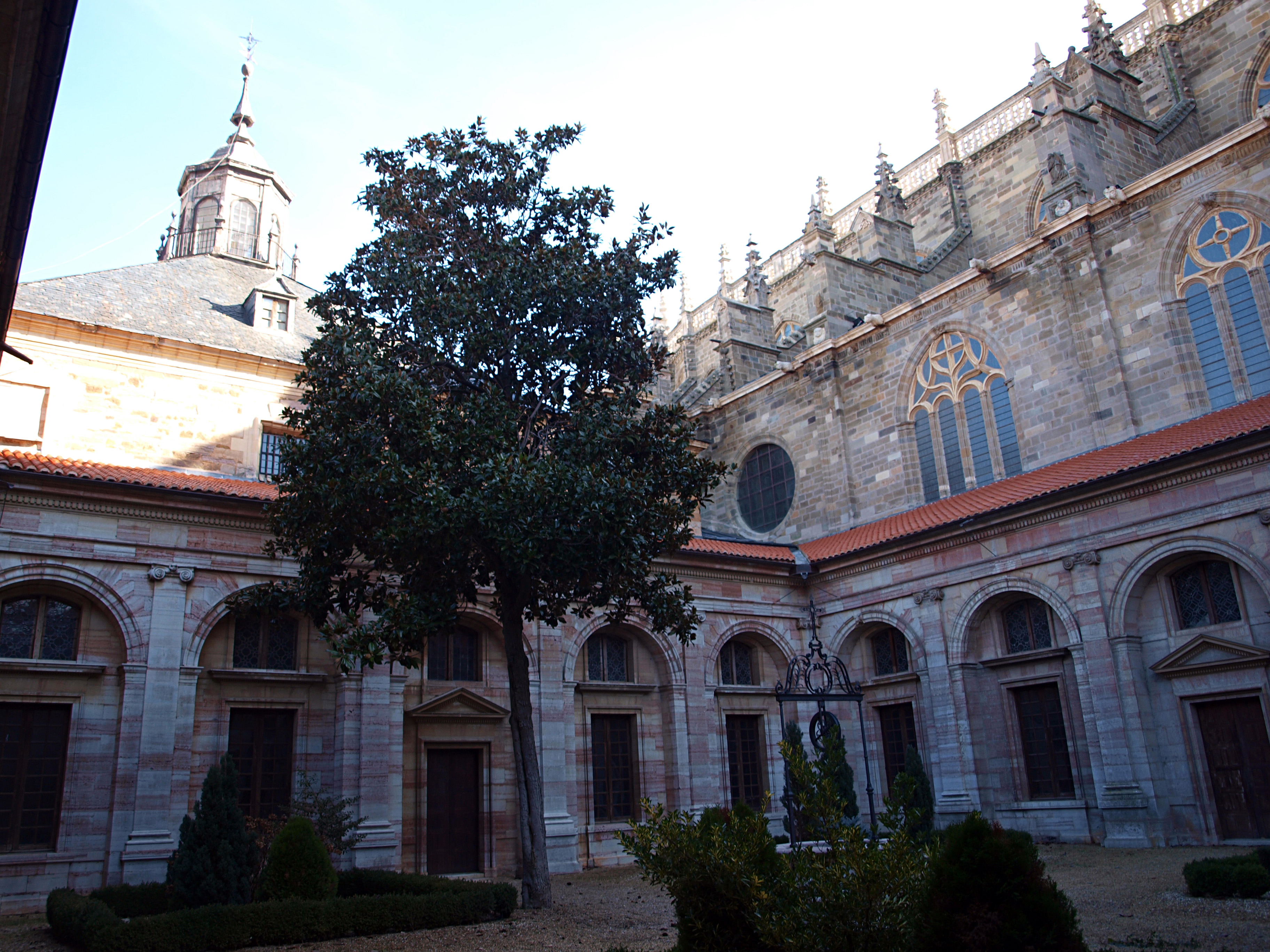
Vista desde el claustro
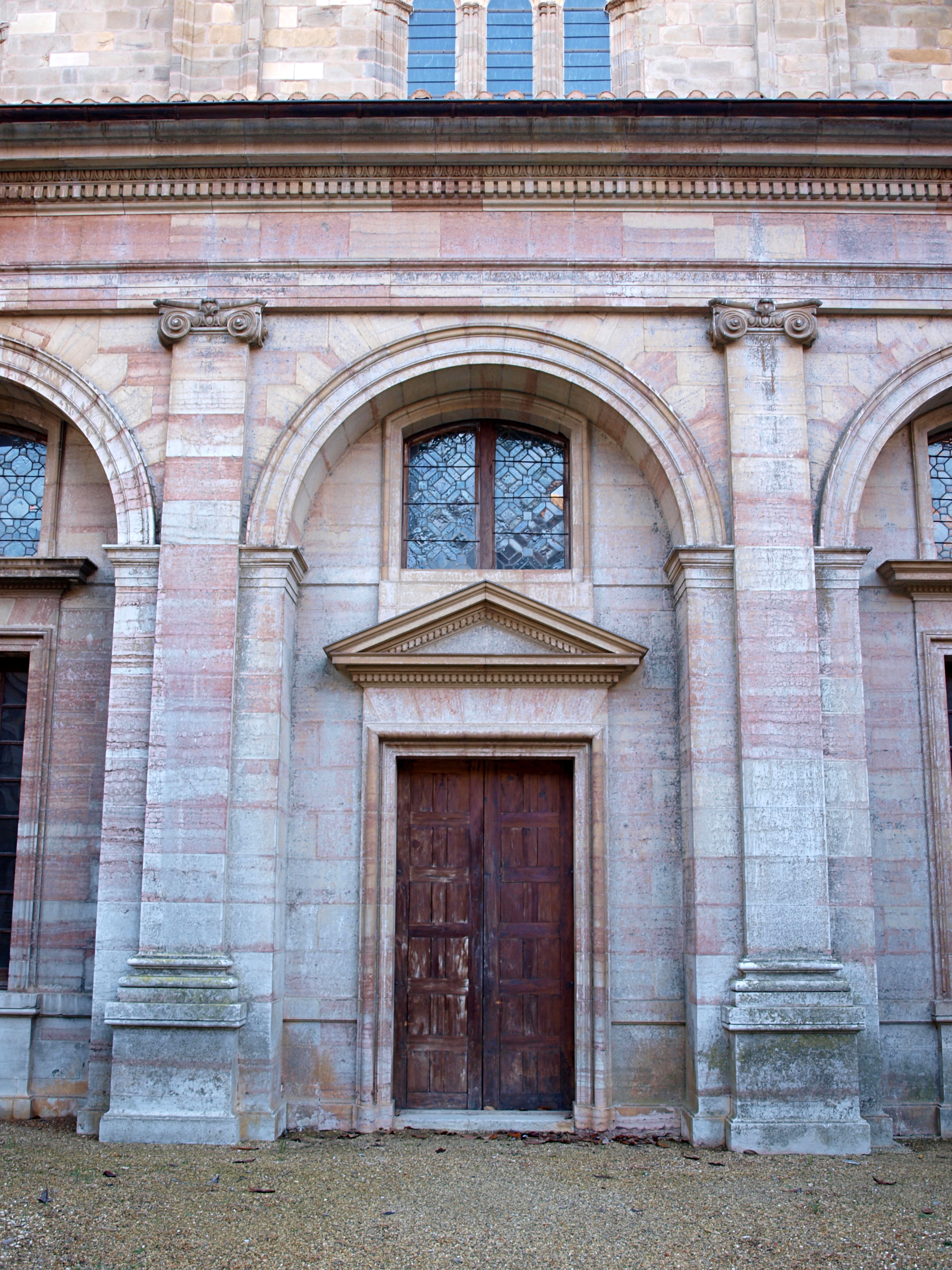
Una de las cuatro puertas